# Emil Zátopek
Pour les articles homonymes, voir Zatopek.
Cet article possède un paronyme, voir Locomotive (homonymie).
Emil Zátopek , né le 19 septembre 1922 à Kopřivnice et mort le 22 novembre 2000 à Prague, est un athlète tchécoslovaque spécialiste des courses de fond, du 5 000 mètres au marathon. Totalisant sept médailles olympiques dont quatre titres et quatre médailles continentales dont trois titres, il est le seul homme à détenir simultanément huit records du monde différents. En septembre 1951, il réalise la prouesse de battre en une seule course quatre records du monde différents. Considéré comme l'un des plus grands coureurs de tous les temps, il a marqué les esprits à la suite de son triplé historique lors des Jeux olympiques d'Helsinki où il a remporté successivement le 10 000 mètres, le 5 000 mètres et le marathon — distance qu'il courait pour la première fois —, performance qui n'a jamais été reproduite depuis. De 1948 à 1954, il dispute trente-huit 10 000 mètres sans jamais en perdre un seul. Il remporte également quinze titres de champion de Tchécoslovaquie sur 5 000 m, 10 000 m et en cross-country.
Révolutionnaire dans ses méthodes d'entraînement en inventant la course fractionnée, désormais utilisée par la très grande majorité des athlètes de haut niveau, ou en pratiquant régulièrement un entraînement en hypoventilation, Zátopek possédait un style de course atypique, grimaçant et exprimant beaucoup de souffrance lorsqu'il courait. Après la fin de sa carrière, Zátopek, héros national, est discrédité après avoir soutenu Alexander Dubček durant le Printemps de Prague. Obligé à exercer pendant six ans des métiers manuels qui minent sa santé, notamment dans les mines d'uranium de Jáchymov, Zátopek est réhabilité en 1975 puis honoré par Václav Havel en 1988 qui lui décerne l'Ordre du Lion blanc. Il meurt en 2000 à la suite d'une pneumonie. Récipiendaire de la médaille Pierre-de-Coubertin pour son esprit olympique permanent, sur les pistes et en dehors, il est intronisé au Panthéon de l'athlétisme de l'IAAF en 2012.

## Biographie

### Jeunesse et débuts

Zlín sur la carte de la République tchèque.

Emil Zátopek naît le 19 septembre 1922 à Kopřivnice, ville industrielle de la région de Moravie-Silésie, dans une famille modeste de sept enfants dont il est le sixième,. Très vite, Zátopek s'intéresse à la course à pied et devient rapidement un très bon coureur pour son âge. Cependant, son père, apiculteur, lui interdit de courir, parce qu'Emil Zátopek use trop vite ses souliers et que la famille Zátopek ne peut pas lui en acheter aussi souvent. Emil Zátopek est donc obligé de s'arrêter de courir et perd en près de trois mois le goût de courir. Cependant, Emil Zátopek continue de faire du sport avec son père, en escaladant les monts Beskides, bien qu'il soit déçu de quitter ses amis pour randonner. Une fois ses études terminées, Zátopek part pour Zlín et est embauché dans l'entreprise Bata qui fabrique des chaussures. Il déclare plus tard avoir fait ce choix à la suite d'une coutume qui veut que l'on plaça, alors qu'il était très jeune, des outils devant lui. Il se saisit alors de la main gauche d'un marteau de cordonnier, ce qui signifiait qu'il deviendrait cordonnier et qu'il était gaucher. Il reste cependant à l'écart du sport jusqu'au 15 mai 1941, alors que la partie tchèque de la Tchécoslovaquie nazie, le protectorat de Bohême-Moravie était sondée de toute part afin de trouver de la main d'œuvre pour la seconde Guerre mondiale, date où Bata organisa une nouvelle édition de la « Course à travers Zlín ». Zátopek est alors obligé de courir sous peine de renvoi de l'entreprise, et afin de ne pas être embauché par les Allemands, il décide de courir contre son vœu ; il tente cependant de simuler une blessure avant la course, tentative qui n'aboutit pas. Après un départ chaotique, Zátopek parvient à se hisser dans le groupe de tête et finira second de la course derrière son ami Kuprica. C'est avec cette course qu'Emil Zátopek renoue avec le sport.
Tout en poursuivant ses études de chimie, il s'efforce de courir quelques 1 500 mètres et quelques 3 000 mètres, et c'est à la suite d'un de ces 3 000 mètres que le meilleur demi-fondeur de Tchécoslovaquie de l'époque, Tomáš Šalé, lui propose de s'entraîner avec lui, proposition que Zátopek accepte,. Très vite, ses temps s'améliorent et il court le 1 500 mètres en 4 min 3 s 9 à l'occasion des championnats du protectorat de Bohême-Moravie, qui remplacent les championnats de Tchécoslovaquie, championnats où il finit cinquième sur 1 500 mètres ; Zátopek et trois autres coureurs remportent à cette occasion le relais 4 × 1 500 mètres. Ces performances déconcertaient les spécialistes, du fait surtout de sa méthode d'entraînement novatrice mais pas encore reconnue, qu'il élaborait lui-même et qui se composait de près de 50 répétitions de 100 mètres ou de 200 mètres, voire parfois de 400 mètres. Pour sa première victoire sur 1 500 mètres, Zátopek reçoit en récompense une tranche de pain et une pomme, en plein rationnement lié à la guerre.
Suivant sa méthode d'entraînement novatrice, Emil Zátopek continue de courir des courses de demi-fond et améliore fortement ses performances sur 1 500 mètres et 800 mètres, passant pour la première de 4 min 7 s à 4 min 1 s et pour la seconde de 2 min 1 s 2 à 1 min 59 s. En 1944, Zátopek fait la connaissance de l'entraîneur des courses de fond tchécoslovaque[Qui ?], et ce dernier lui conseille de courir plutôt le 5 000 mètres, après l'avoir vu courir en octobre 1943. Cependant, Zátopek continue de courir des 1 500 mètres. Il passe pour la première fois sous la barre des 4 minutes sur 1 500 mètres une semaine après les championnats du protectorat de Bohême-Moravie où il avait fini deuxième sur cette même distance.

### Début de carrière

#### Premiers exploits
Alors que son nouvel entraîneur le presse de courir le 5 000 mètres, Zátopek décide de « faire un 2 000 mètres pour voir ». L'un de ses amis le chronométra et fut très surpris de voir que Zàtopek avait réalisé 5 min 36 s, soit moins que le record de Tchécoslovaquie de l'époque. Emil Zàtopek lui demanda alors de ne pas en parler mais son ami ne tint pas parole et son chef d'équipe lui ordonna de courir un 3 000 mètres. Il battit alors encore une fois le record national de plus de 4 secondes, ce que les journaux de Prague relatèrent tout en y mettant un point d'interrogation. Ces derniers l'invitèrent donc à courir un 2 000 mètres à Prague afin de vérifier ces performances, ce qui eut pour effet d'énerver Zàtopek qui était déçu par leur scepticisme ; néanmoins, il se rendit à Prague et les journalistes l'accueillirent avec ironie. Il remporta la course qu'il avait courue seul du début à la fin avec 5 minutes 35 secondes, mettant fin aux quolibets à son encontre, et repartit s'entraîner à Zlín pour l'hiver.
Tandis que la fin de la Seconde Guerre mondiale approche, les Russes entrent dans Zlín le 2 mai 1945, Emil Zàtopek sympathise avec les troupes et les aide même à creuser leurs tranchées. C'est donc tout naturellement qu'il rentre dans l'armée après la libération de la Tchécoslovaquie pour y accomplir son service militaire, et comme il préfère le climat de l'armée à celui des usines Bata, il choisit de continuer dans une carrière militaire. L'armée lui offre de meilleures conditions d'entraînement, et il progresse, réalisant ainsi un nouveau record de Tchécoslovaquie du 3 000 mètres avec 8 min 33 s 4 aux championnats militaires. Il abaisse également celui du 5 000 mètres avec un temps de 14 min 50 s 2 aux championnats de Tchécoslovaquie qu'il remporte,.

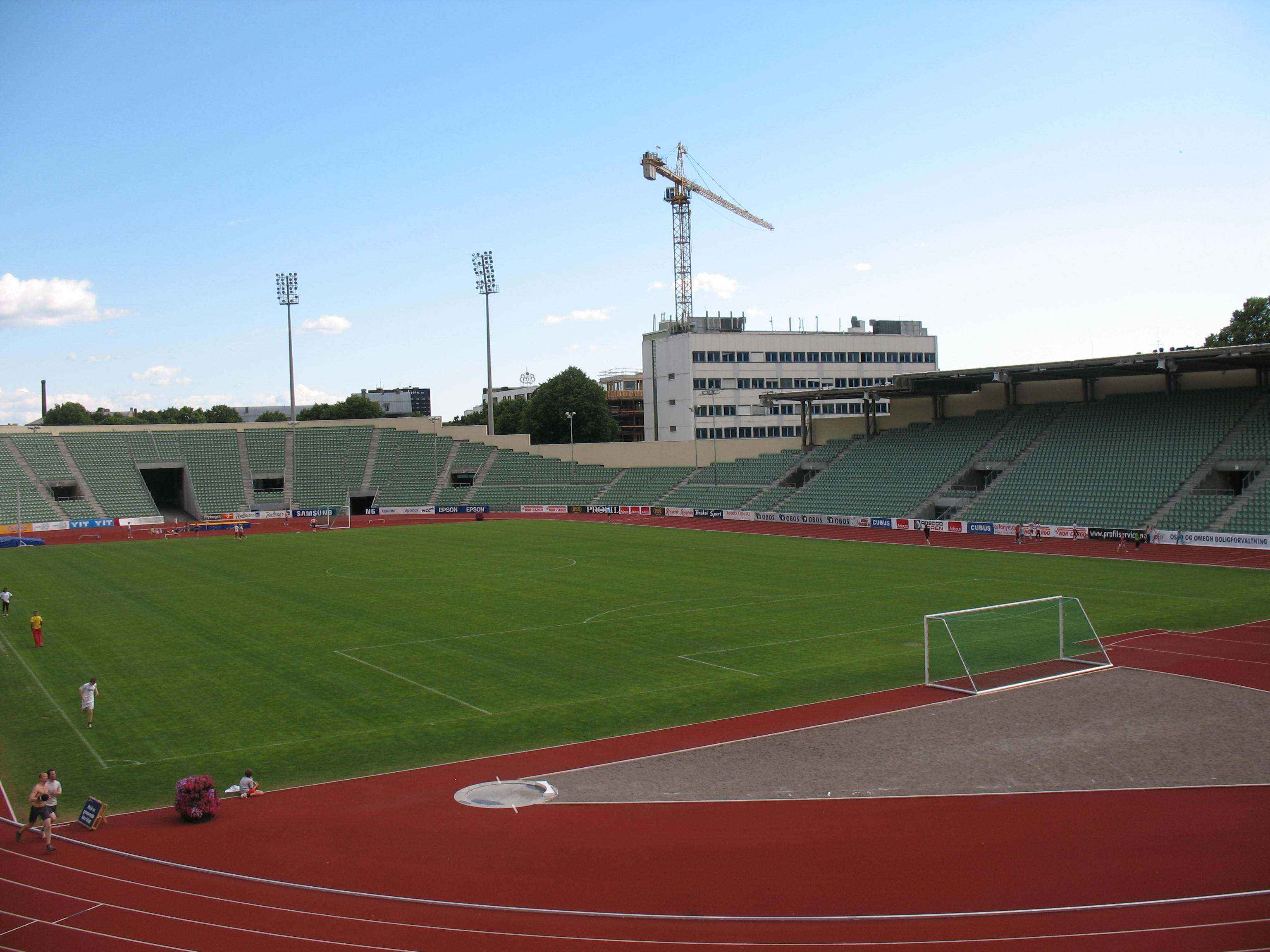
Le Bislett Stadion à Oslo qui a accueilli les championnats d'Europe 1946.

1946 fut une année de préparation pour Zàtopek en vue des championnats d'Europe 1946. Ce fut aussi une année où il fait descendre beaucoup de records de Tchécoslovaquie. Zàtopek bat celui du 5 000 mètres en le portant à 14 min 36 s 6, celui du 3 000 mètres descend à 8 min 26 s 8 puis à 8 min 21 s et celui du 2 000 mètres tombe à 5 min 30 s 4. Cependant, même s'il bat des records, Emil Zàtopek ne parvint pas toujours à vaincre, et il le fut entre autres par un Suédois nommé Sundin et par le Néerlandais Willem Slijkhuis. Aux championnats de Tchécoslovaquie, il remporte son second titre sur 5 000 m en 14 min 48 s 0 à Prague le 10 août. Les championnats d'Europe se rapprochaient et Zàtopek, toujours à l'armée, dut solliciter une permission pour pouvoir se rendre à Oslo, lieu des championnats. Il ne le fait cependant pas, préférant aider l'armée tchécoslovaque en pleine réorganisation et il est donc envoyé en Norvège contre son gré. C'est là son premier voyage en dehors de la Tchécoslovaquie. Lors des championnats d'Europe, il retrouva Slijkhuis et put faire connaissance avec Gaston Reiff et Viljo Heino, à l'époque détenteur du record du monde du 10 000 mètres. Ce dernier impressionne Zàtopek en gagnant le 10 000 mètres avec le temps de 29 min 52 s. Cependant, Zàtopek est inquiet, nerveux, et sa joie habituelle n'est pas au rendez-vous, peut-être du fait que la Tchécoslovaquie, après la domination nazie, traverse une nouvelle crise politique avec l'arrivée du communisme au pouvoir. Zàtopek dispute le 5 000 mètres et le favori, Sydney Wooderson, reste à l'arrière dès le départ de la course, ce qui étonne Zàtopek et le pousse à rejoindre la tête de course où est placé Slijkhuis. Wooderson effectue alors une remontée spectaculaire et Zàtopek, surpris, ne peut que le laisser passer. Ce dernier finit cinquième de la course et améliore tout de même son record personnel et le record de Tchécoslovaquie de 14 secondes,.

#### 1947: Révélation mondiale
L'année suivante, Zátopek décide de participer aux championnats du monde militaires d'athlétisme (en) qui se déroulent à Berlin. Il obtient facilement une permission et se rend dans la capitale allemande occupée. Il part un vendredi matin et n'atteint Dresde qu'à minuit où il se perd ; il est finalement aidé par un lieutenant anglais et prend le train pour Berlin ; une fois arrivé il erre dans la ville en cherchant le stade olympique qu'il ne trouve qu'au milieu de l'après-midi. Il est le seul représentant de la Tchécoslovaquie à ces jeux, ce qui le déprime ; et cette déprime augmente lorsqu'il aperçoit les baraquements miteux où les athlètes logent. Il parvient néanmoins sur le stade où il fut mal accueilli par son porte-drapeau, lequel s'enfuira de honte du stade en courant lors du défilé, ce qui fit regretter encore plus son voyage à Zátopek. Le calvaire se poursuivit avant la course où Zátopek arriva avec du retard. Cependant, la course fut une délivrance pour Zátopek, qui la courut seul en tête et qu'il gagna en 14 min 31 s. L'arrivée de la course fut l'occasion de nombreux compliments et de photographies pour Zátopek qui remportait là son premier titre international. Cette victoire relança Emil Zátopek dans son dur entraînement, qu'il pratiquait lors de chacun de ses moments libres, quitte même à courir la nuit.
Augmentant encore sa charge d'entraînement malgré l'hiver rude, Emil Zátopek progresse encore, et ce travail paie comme le prouvent les cross de début d'année dont un qu'il dispute en Grande-Bretagne et où il écrase les autres participants. À Noël, il dispute le challenge Severin de Bruxelles où il bat Gaston Reiff sur le fil, malgré avoir perdu l'une de ses pointes pendant la course. Au début du printemps, pour les championnats interalliés de cross à Hanovre, Zátopek s'impose bien que souffrant d'une angine qu'on avait soigné à la pénicilline. Cependant, le climat politique tchécoslovaque est instable et cela perturbe Emil Zátopek qui s'en inquiète. Zátopek entame sa saison sur piste après ces championnats de cross, et pour le match Zlín - Bratislava, il bat le record de Tchécoslovaquie du 3 000 mètres avec 8 min 13 s 6. Quinze jours plus tard a lieu le Mémorial Rosicky et Zátopek établit un nouveau record national du 5 000 mètres en lâchant tous ses adversaires avec un temps de 14 min 08 s 2, ce qui a pour effet de porter Zátopek à un nouveau niveau de gloire et à la première place des bilans mondiaux,. Emil Zátopek part ensuite pour la Finlande, pays d'un de ses plus grand adversaire et détenteur du record du monde d'une autre distance : le 10 000 mètres, Viljo Heino. Le 5 000 mètres part très vite, et Zátopek, pas au meilleur de sa forme, doit lutter pour s'imposer au sprint, ce qui dégoute Heino qui refuse de monter sur le podium avec lui. Zátopek s'assure ainsi un statut de grand demi-fondeur. Le 2 août 1947, il remporte un troisième titre consécutif sur 5 000 mètres en 14 min 26 s 0, améliorant une troisième fois le record des championnats. La fin de saison est fructueuse pour Emil Zátopek qui réalise 8 min 08 s 8 sur 3 000 mètres, 5 min 20 s 5 sur 2 000 mètres, 14 min 15 s sur 5 000 mètres et qui est promu lieutenant dans l'armée. Emil Zátopek participe ensuite aux Jeux mondiaux universitaires à Paris, et à la surprise générale, il s'inscrit sur 5 000 mètres et sur 1 500 mètres alors que les finales de ces deux épreuves se succèdent ; il réalise l'exploit de gagner les deux finales avec un temps de 3 min 52 s 8 sur 1 500 m et de 14 min 20 s 8 sur 5 000 m.

#### 1948: Jeux olympiques de Londres

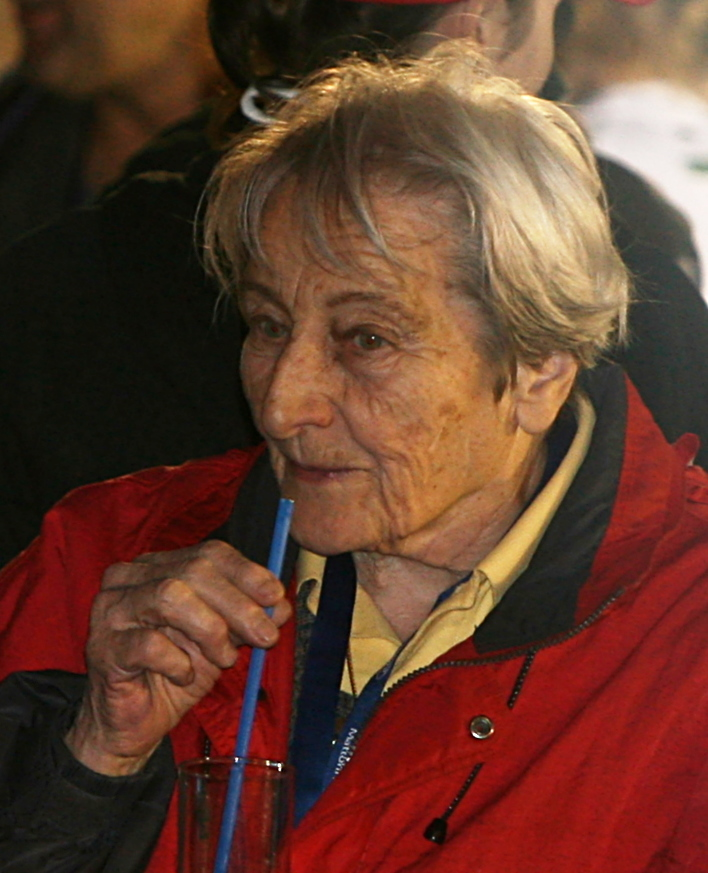
Dana Zátopková, épouse de Zátopek photographiée en 2007.

L'année 1948 est une année olympique et les Jeux, qui n'avaient pas été disputés depuis 1936, sont l'occasion pour Emil Zátopek de se fixer un objectif clair : une, voire plusieurs médailles olympiques. Ainsi, Zátopek s'astreint à un entraînement régulier très dur. Il court parfois jusqu'à 36 kilomètres en suivant sa méthode d'entraînement particulière, composée de 400 mètres à allure rapide entrecoupés de 200 mètres à allure faible qu'il qualifiait de « repos ». Cependant, Zátopek réalise une erreur dans sa préparation et son pic de forme survient trop tôt. Cela lui permet néanmoins de battre le record de Tchécoslovaquie du 10 000 mètres avec 29 min 37 s et du 3 000 mètres avec 8 min 07 s 8. Lors du match Hongrie - Pays-Bas - Tchécoslovaquie, il s'impose sur 5 000 mètres avec 14 min 10 s. C'est durant ce match qu'il rencontre sa future épouse, Dana Zátopková, laquelle est née le même jour que lui et est la fille de son colonel. Ils partent ensemble pour Londres. Le 30 juin 1948, il remporte un 4e titre consécutif de champion de Tchécoslovaquie sur 5 000 mètres.
C'est à son arrivée à Londres qu'Emil Zátopek s'aperçoit de son erreur de préparation. Il a les jambes lourdes et a perdu sa bonne humeur. Son moral ne s'améliore pas quand il se rend compte que ses coéquipiers sont dans le même état que lui moralement. Malgré sa mauvaise forme, tant physique que psychologique, Emil Zátopek continue tout de même de penser à la victoire. Sur place, un autre constat se dresse: il fait très chaud et il est presque impossible de dormir ou de s'entraîner. Emil Zátopek décide donc de s'abriter et lorsqu'il découvre alors le stade d'entraînement des Américains situé à Londres, de bien meilleure facture, il se rend alors compte que la Guerre froide est aussi présente aux Jeux olympiques. La fatigue d'Emil Zátopek préoccupe les dirigeants, mais l'approche des courses le rend plus heureux et lui permet de décompresser.
Zátopek est engagé dans deux courses, le 5 000 mètres et le 10 000 mètres, et c'est par cette dernière que son parcours olympique commence. Son plus grand adversaire est le détenteur du record du monde, Viljo Heino, qu'il avait déjà rencontré et battu. Cependant, Emil Zátopek se méfie plus de lui-même que de ses adversaires : il avait décidé de courir sur un rythme défini et pour cela, il crée un signal que doivent lui transmettre à chaque tour ses compatriotes postés dans le virage d'arrivée. Zátopek a pris comme base 1 min 11 s au tour. S'il va plus vite, l'équipier agiterait un pantalon blanc sur son côté et s'il va moins vite, ce sera un maillot rouge. Zátopek ajoute un autre code en demandant à son équipier d'agiter les vêtements au-dessus de sa tête si la différence dépasse dix secondes. La course part plus vite que ce sur quoi Zátopek a tablé, et ce dernier se retrouve donc en quinzième place alors qu'Heino mène un train à allure élevée, malgré la chaleur. Pendant les huit premiers tours Emil Zátopek garde la même allure qu'il avait prévue, mais le pantalon rouge est agité au neuvième tour. Zátopek commence à accélérer et, se sentant bien, il revient à hauteur des premiers et attaque. Heino est le seul à tenter de résister et il parvient à revenir sur Zátopek. La chaleur a alors raison de Heino et il abandonne, laissant Zátopek s'imposer en 29 min 59 s 6 sous les cris et les encouragements du public qui scande son nom. À la fin de la course, il a un tour d'avance ou plus sur tous les concurrents, sauf deux, et il sème ainsi la confusion à tel point que les juges chargés du chronométrage n'enregistrent que les 11 temps, en se trompant d'ailleurs par deux fois,. Cette médaille d'or est la première de l'athlétisme tchécoslovaque aux Jeux olympiques. Après cette victoire, Zátopek, soulagé de voir que sa fatigue s'est estompée, se renseigne alors sur la prochaine épreuve, le 5 000 mètres, et apprend de Willem Slijkhuis que Gaston Reiff est en forme, ce qui ne l'inquiète pas.
Les séries du 5 000 mètres ne laissent à Emil Zátopek qu'un jour pour se reposer, jour qu'il préfère passer à visiter Londres accompagné de nombreux admirateurs, alors que sa femme lance le javelot, finissant septième. Lors de sa série, il décide de courir à un train défini en accord avec le Suédois Erik Ahldén. Ahlden respecta son contrat tout comme Zátopek sauf sur la fin où il sprinta afin de terminer premier. Zátopek sprinta à son tour et ne fut battu que d'un mètre mais ce sprint accrut sa fatigue si bien qu'au soir, il a les jambes beaucoup plus lourdes qu'à l'habitude. Le lendemain, Zátopek s'éveille et remarque qu'une pluie fine tombe, ce qui adoucit les chaudes températures des jours précédents. Alors qu'il se rend sur le stade, Emil Zátopek s'aperçoit que la cendrée dont est faite la piste est devenue une boue gluante à laquelle il n'est pas habitué. Au départ du 5 000 mètres, il retrouve plusieurs de ses concurrents, dont Willem Slijkhuis et Gaston Reiff. Zátopek se méfie de Reiff et ce dernier lui donne raison : dès le départ de la course, le Belge prend la tête de la course devant Zátopek, Sluijkuis et Ahlden. La glaise rend la course très dure pour Zátopek encore plus que pour ses adversaires à cause de sa fatigue mais il résiste, contrairement à Ahlden qui est rapidement lâché. Alors que Reiff et Zátopek se battent pour mener la course, le Belge décide de s'échapper et part seul en laissant Sluijkuis et Zátopek ; l'écart se creuse progressivement et Sluijkuis décide d'attaquer Zátopek à son tour. Son attaque réussit et laisse Zátopek à la troisième place. Au passage de la cloche, Zátopek, toujours troisième, tente de revenir dans un dernière effort sur Reiff qui a 60 mètres d'avance sur lui et qui est à 100 mètres de la ligne ; son retour est fulgurant, Sluijkuis ne peut rien faire contre Zátopek, acclamé par la foule des 80 000 spectateurs du stade comme s'il était déjà vainqueur. Reiff sprinte lui aussi et casse avec un mètre d'avance sur Zátopek. Zátopek termine en 14 min 17 s 8. Le lendemain, la presse fait l'écho d'une course mémorable, du courage sans borne de Zátopek qui avait tenté un sprint irréalisable aux yeux de nombreux spécialistes et de sa volonté de vaincre qu'il avait prouvée très forte,.

### Zátopek au sommet

#### 1949: premier record du monde
Après son coup d'éclat des Jeux, Zátopek se lance dans un second défi, battre le record du monde du 10 000 mètres réalisé par Viljo Heino, son ancien rival en retrait depuis 1948. Emil Zátopek emménage à cette époque avec Dana Zátopková, avec laquelle il s'est marié le 24 octobre 1948 à la suite du dernier match de handball de celle-ci. Il s'entraîne dur et ne se remet à la compétition que le 29 mai à Prague où il réalise 14 min 30 s 2 sur 5 000 mètres ; sa forme s'améliore de jour en jour. Zátopek participa ensuite aux championnats de l'Armée tchécoslovaque où il gagne le 10 000 mètres puis il part pour Ostrava le 11 juin ; il déclare « avoir les jambes lourdes » à un de ses amis, Václav Čevona, 4e du 1 500 mètres des Jeux de Londres,. Toutefois, Emil Zátopek part vite et seul en lâchant dès les premiers mètres tous ses adversaires et il parcourt la première moitié des 10 000 mètres en 14 min 39 s 5, soit dix secondes de moins que le temps de passage d'Heino lors de son record ; ce temps a pour effet d'accentuer encore plus les applaudissements et les encouragements à son égard. Trois kilomètres plus loin, Zátopek était toujours devant les temps de passage d'Heino (avec 23 min 37 s) et le dernier kilomètre est couru en moins de trois minutes. Il double ainsi tous les concurrents qui s'écartent même parfois pour lui laisser la corde. Zátopek coupe le ruban tenu par les officiels en 29 min 28 s 2, record du monde battu de plus de sept secondes. La vie d'Emil Zátopek reprend ensuite normalement avec sa femme Dana en plus d'un entraînement harassant en vue des Jeux olympiques d'Helsinki. Onze semaines plus tard, Heino répond à Zátopek et reprend son record en 29 min 27 s 2.
Emil Zátopek fait à la suite de ce record une pause, pendant laquelle il tourna quelques scènes d'un film censé retracer sa course olympique du 10 000 mètres, film réalisé par Stekly. Il court ensuite un 5 000 mètres contre Erik Ahldén, Albertsson et Nyberg, mais ces derniers, en froid avec les organisateurs, refusent finalement de venir et Zátopek gagne avec 14 min 14 s 4 ; malencontreusement, il se blessa à mi-parcours de la course à la jambe et a dû résister à l'idée d'abandonner pendant l'autre moitié de la course. De retour en Tchécoslovaquie, il se rend compte que cette blessure « gâche sa saison estivale » et Dana entreprend de le soigner, sans succès ; les médecins lui prescrivent alors du repos, chose qu'il refuse par-dessous tout. Il prend néanmoins quelques jours de repos, et se remettant, il participe au match Tchécoslovaquie - Roumanie où il gagna le 10 000 en 29 min 49 s 6. Toutefois, sa jambe redevient très lourde à la suite de cet effort. Alors que la nouvelle se répand dans le monde de l'athlétisme, — et souvent déformée, on entendit même que Zátopek était atteint du Tétanos — son adversaire Gaston Reiff réalisa un excellent temps sur 3 000 mètres avec 8 min 05 s.

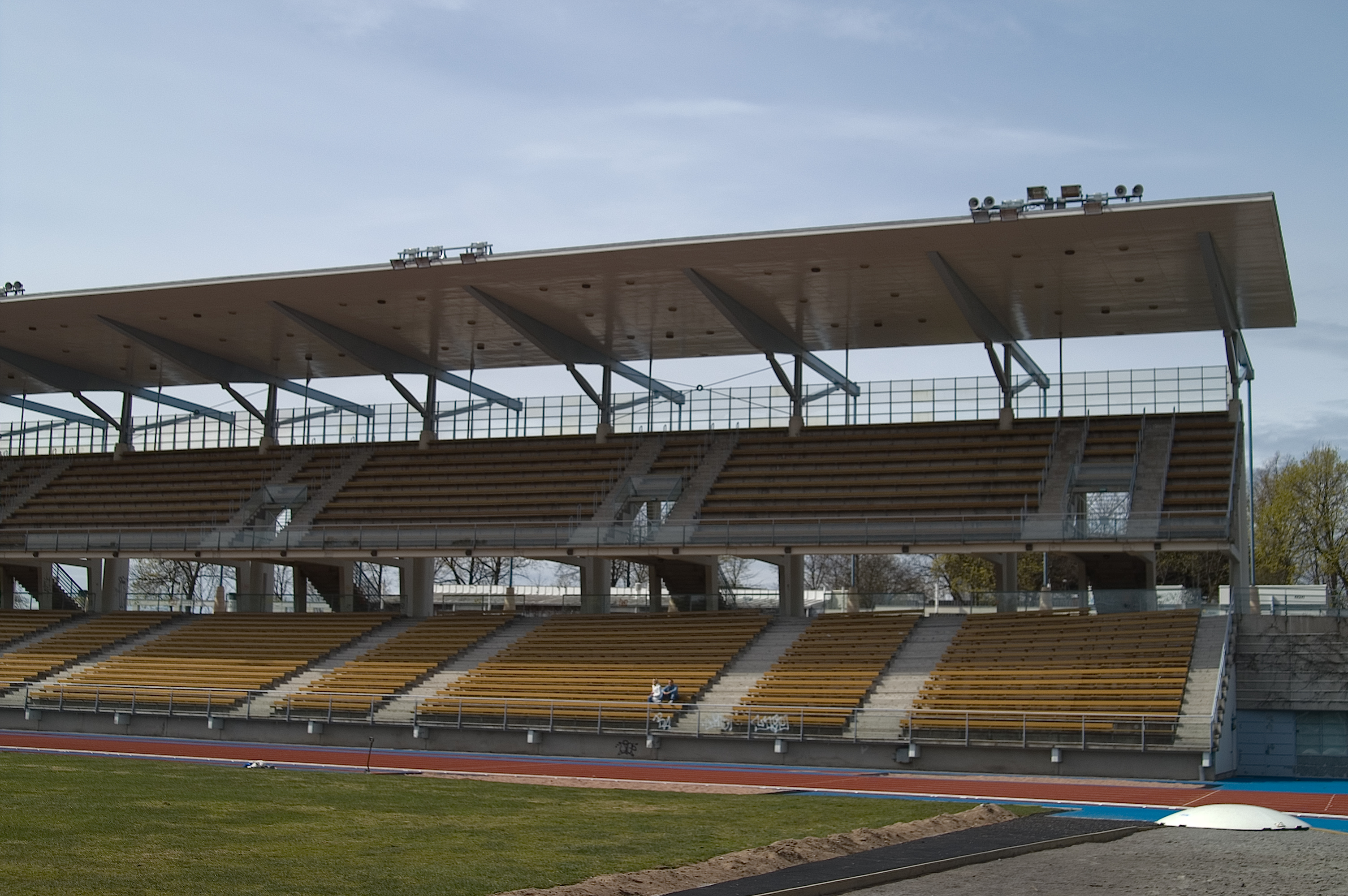
Le stade Paavo Nurmi de Turku où se déroula le match Tchécoslovaquie - Finlande.

Emil Zátopek se remet à l'entraînement pendant le mois de juin très doucement, puis en augmentant l'intensité de ses 200 mètres et de ses 400 mètres ; il est donc présent pour le match Tchécoslovaquie - Finlande des 9 et 10 juillet d'Helsinki où il retrouve Viljo Heino. Il y dispute le 10 000 mètres. Dès le début de la course, il se place en seconde position derrière Kononen qui mène à une allure soutenue, Heino restant caché dans le peloton à attendre une défaillance de Zátopek dont il sait qu'il est encore un peu blessé. Kononen tient tête à Emil Zátopek longtemps mais, comme Heino sur la fin, il est lâché, et Zátopek s'impose en 29 min 58 s 4. La tactique est répétée contre lui dans le 5 000 mètres, orchestrée cette fois-ci par Mäkelä et Koskela, et cette tactique échoue de nouveau, laissant Zátopek gagner en 14 min 20 s. Ce dernier décide alors de rester en Finlande, et part pour Turku, la ville de Paavo Nurmi, son ancien modèle ; il y gagne un 5 000 mètres en 14 min 13 s 2 de haute lutte contre Koskela, le 4e Finlandais du match contre la Tchécosloavquie. Les deux concurrents se rendent ensuite à Pori où ils disputent un 3 000 mètres que le Tchécoslovaque gagne encore avec 8 min 19 s 2 ; ce temps, plutôt moyen, encourage Zátopek à éviter les 3 000 mètres, pour lesquels il ne se considère désormais plus assez au niveau. À peine de retour en Tchécoslovaquie, il apprend qu'un match avec l'URSS serait organisé les 23 et 24 juillet et qu'il y était convié ; il ne peut refuser et accepte donc de participer malgré son manque de repos. Zátopek et ses camarades savent qu'ils ne peuvent gagner ce match, l'URSS étant alors la meilleure nation européenne en athlétisme, mais ils s'entraînent beaucoup plus afin de battre le plus de records de Tchécoslovaquie possibles. Le match se déroule à Moscou et les athlètes ont l'autorisation de se détendre en visitant la ville. Le premier jour, Zátopek ne participe à aucune épreuve et il peut regarder sa femme lancer le javelot et échouer face à la détentrice du record du monde de l'époque, Natalya Smirnitskaya ; le soir, il pleut très fort, ce qui obligea les officiels à reporter le match. Emil Zátopek, très fatigué après ce report, doit s'employer afin de gagner le 5 000 mètres en 14 min 29 s, et les officiels renoncent à faire courir le 10 000 mètres. Après ce match, Zátopek prend un petit peu de repos puis il fait une nouvelle tentative de record du monde du 10 000 mètres et à Ostrava le 22 octobre 1949, il réalise 29 min 21 s 2, soit six secondes de moins qu'Heino.

#### 1950: Second record du monde
Alors que la saison d'Emil Zátopek va vers sa fin, ses adversaires continuent à réaliser des performances, notamment Gaston Reiff qui bat le 12 août 1949 le record du monde du 3 000 mètres de Gunder Hägg avec un temps de moins de 8 minutes. Viljo Heino, malgré ses trente-sept ans, dérobe le record du monde du 10 000 mètres avec un temps de 29 min 27 s 2 à Kouvola, s'emparant du record détenu par Zátopek ; cet événement perturbe plus l'entourage de ce dernier que celui-ci, il se repose puis reprend l'entraînement en vue de la saison 1950 et des futurs championnats d'Europe de Bruxelles. Zátopek réalise alors que ces nombreuses compétitions et voyages l'ont fatigué et ne lui permettent pas de battre un quelconque record, tout au contraire d'Heino qui n'a fait que s'entraîner afin de battre le record d'Emil Zátopek ; ainsi, il décide de concourir moins et s'entraîner encore plus. À la mi-septembre, Zátopek est, contre sa volonté, obligé de courir un 10 000 mètres pour le match Bulgarie - Tchécoslovaquie, ce qu'il fit en 30 min 38 s tandis que sa femme, Dana Zátopková, bat le record de Tchécoslovaquie avec un jet à 45,27 m. Il s'entraîne pendant tout le reste du mois de septembre avec une participation aux Jeux militaires d'Ostrava ; il réalise à cette occasion un temps de 29 minutes et 38 secondes, ce qui incite son entourage et ses amis à le pousser vers une tentative de record. Zátopek accepte bien qu'il devrait attendre, la course est donc décidée et se déroule à Ostrava le 22 octobre.

Localisation d'Ostrava en République tchèque.

Le club de Zátopek est mécontent du choix de la date, car à cette époque de l'année, la piste d'Ostrava en cendrée devient boueuse par endroits, gênant toute course. Zátopek reste toutefois confiant et déterminé quant à sa tentative de record. Emil Zátopek reprend son dur entraînement fait de 200 mètres et de 400 mètres courus à forte allure, et lors de sa seconde semaine d'entraînement, il ressentit une douleur persistante au mollet. Il n'en parle qu'à sa femme, Dana Zátopková, laquelle réalise des compresses et lui conseille de modérer ses entraînements. La douleur disparait et Zátopek parvient à reprendre son entraînement avec autant d'assiduité : en 21 jours, il court 350 kilomètres à allure élevée. Il arrive à Ostrava le vendredi 21 serein, contrairement à tous les athlètes qui l'accompagnaient et la météo, contrairement aux prévisions de son club, est bonne. Afin de préserver l'état de la piste, il demande aux organisateurs de ne pas l'arroser. Les spectateurs sont nombreux, près de 20 000, malgré un temps plutôt venteux, et tous encouragent en rythme Zátopek.
Emil Zátopek, qui sait que Viljo Heino lors de son record était parti vite, part rapidement mais parcourt les 3 premiers kilomètres deux secondes moins vite qu'Heino. Les 3 kilomètres suivants l'amènent à un temps de 17 min 36 s et les suivants à un temps de 20 min 33 s 5, mais il est victime d'une défaillance au 8e kilomètre en ayant couru les derniers 1 000 mètres en près de 3 minutes ; Zátopek n'a que 3 secondes de retard avant le dernier kilomètre. Le record de Heino tombe alors à la suite d'un sprint acharné de Zátopek qui franchit la ligne en 29 min 21 s 2. Il part à la suite de ce record se ressourcer dans les Hautes Tatras où il fait la connaissance de František Kožík, écrivain qui deviendra son biographe.

#### 1950:3erecorddu monde et les championnats d'Europe de Bruxelles

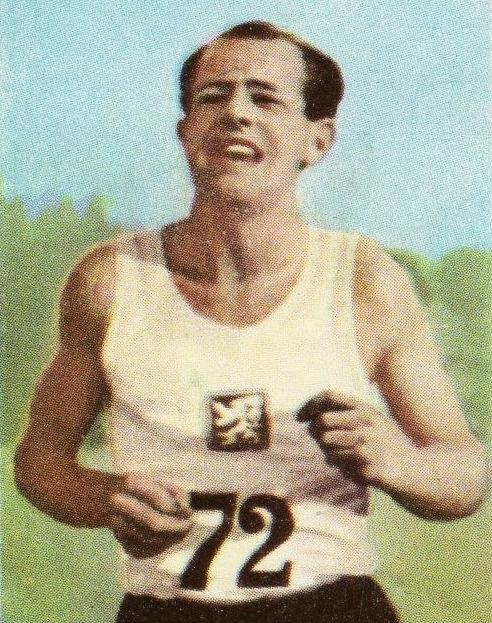
Emil Zatopek au début des années 1950.

Emil Zátopek reprend sa préparation et son duel à distance avec Reiff après ses courtes vacances, mais il trouve le niveau des pays de l'URSS bas et veut ainsi courir dans l'Europe de l'Ouest. Il termine un 5 000 mètres en 14 min 44 s 2 à Zlín puis le 28 avril, Reiff et lui courent un 3 000 mètres à distance, à Saint-Étienne Reiff finit en 8 min 31 s 1 et à Berlin-Est, Zátopek gagne en 8 min 29 s. Zátopek enchaîne les courses et le 30, il courut un 5 000 mètres en 14 min 23 s 4, loin de sa meilleure forme. Conscient que les championnats d'Europe se rapprochent, il réduit la distance qu'il parcourt à l'entraînement et sa forme revient petit à petit. Le belge Gaston Reiff voit aussi sa forme remonter et le 4 juin, il réalisa à Malmö un temps de 3 min 46 s 6. Le duel se poursuit lors de matchs à distance. Le 2 juillet, Zátopek réalise 14 min 31 s mais le 21 juin Reiff avait déjà produit une contre-performance en 14 min 51 s 2. Zátopek part ensuite à contrecœur en Finlande pour une tournée qui lui semble une perte de temps en vue de sa préparation, lui qui voulait alors courir à Ostrava pour des mineurs. Lors de sa première course à Helsinki, il réalisa néanmoins 14 min 06 s 2. Le 4 août à Turku, il bat à la surprise générale le record du monde du 10 000 mètres en 29 min 02 s 6, il est à la suite de cette performance applaudi pendant près de 25 minutes ; il gagne ensuite à Tampere un 5 000 m en 14 min 18 s 0 puis rentre en Tchécoslovaquie
Aux championnats de Tchécoslovaquie, il conserve son titre sur 5 000 mètres en 14 min 11 s 6 alors que Dana Zátopková remportait le concours du javelot. Zátopek tombe alors malade, en « début de dépression » selon ses médecins. Si ses médecins lui conseillent le repos, Zátopek continue de courir mais perd quand même près de 4 kg sur son poids de forme avant de partir en Belgique pour les championnats d'Europe. Arrivé à Bruxelles, il se rend compte de la médiatisation de son duel sur 5 000 mètres avec Gaston Reiff, lequel orne les affiches de publicités pour les championnats. Soutenu par la Belgique, et même, selon le journal L'Équipe, le « porte-drapeau de l'Occident », Reiff est décrit par les journaux comme en pleine forme et en grande confiance. La course semble se réduire à un duel entre le Belge et le Tchécoslovaque, la piste en cendrée est boueuse à cause de la pluie lors du 10 000 mètres mais cela n'incommode pas Zátopek qui gagne en 29 min 12 s 0 et devançant le second, le Français Alain Mimoun à plus d'une minute. Le récent champion gagne facilement sa série sur 5 000 mètres alors que Reiff finit 5e en contrôlant la course. Lors de la finale, Reiff lance la course sur un rythme très élevé et lui et Zátopek se reprennent le commandement de la course et jusqu'au dernier tour, Reiff croit à la victoire mais c'est finalement le Tchécoslovaque qui s'impose en 14 min 03 s 0, record des championnats d'Europe ; Reiff, humilié, termine 3e derrière Mimoun qui surprend en remportant sa deuxième médaille d'argent des championnats,.
Alors que la Tchécoslovaquie repart avec la sixième place au tableau des médailles avec 6 médailles dont trois d'or, les athlètes tchécoslovaques doivent affronter la Finlande dans un match international. Bien que la Finlande remporte le match d'un point, Zátopek remporte le 10 000 mètres en 29 min 54 s 6, devançant Olavi Salonen (31 min 23 s 4). fin octobre, c'est au tour de l'Union soviétique de rencontrer la délégation tchécoslovaque au cours d'un match. Une forte neige reporte le match de quelques jours et fait annuler l'épreuve de steeple car la rivière a gelé ; l'URSS remporte largement le match, mais Zátopek s'impose sur 5 000 m en 14 min 21 s 4 et 10 000 m en 29 s 53 s 2, finissant ainsi sa saison.

#### 1951: un début d'année difficile puis de nouveaux records
Après ses exploits, Emil Zátopek a acquis une renommée importante en Tchécoslovaquie : outre son travail à l'armée, il donne des conférences sur le sport et est obligé de tourner un film sur sa carrière. Toutefois, cela empiète sur son entraînement, et la fatigue s'accumule ; lors d'une permission, alors qu'il skie à la montagne, il chute et se fracture une jambe. Plâtré, Zátopek doit respecter un mois d'immobilité, ce qui met à mal son plan d'entraînement et son moral. Ayant repris son entraînement fin avril, il remporte son premier 5 000 mètres en 15 minutes, devançant difficilement son compatriote Milan Svajgr. En plus du film qu'il doit toujours tourner, le tchécoslovaque se voit de plus en plus poussé à adhérer au Parti communiste tchécoslovaque ; il ne s'entraîne plus autant qu'avant mais réussit tout de même à gagner un 5 000 m en 14 min 17 s fin juin. Toutefois, sur un 3 000 m disputé un peu plus tard, il est battu par Cevona, ce qui surprend l'opinion publique : le film est arrêté et Zátopek peut reprendre un rythme d'entraînement habituel. Il laisse Milan Svajgr lui prendre le titre du 5 000 mètres le 28 juillet 1951 à Brno.
Au mois d'août, Zátopek fait son retour à la compétition, et il remporte à Berlin le Festival de la Jeunesse en 14 min 11 s. Il participe ensuite au match Tchécoslovaquie-Hongrie, et remporte un 10 000 mètres à Třebíč en 29 min 29 s 8. Après un nouveau 5 000 m en 14 min 23 s 2 cinq jours plus tard, il enchaine deux 10 000 mètres, le premier en 30 min 01 s 8 et le second en 29 min 08 s. Quatre jours plus tard, alors que Zátopek réfléchit à un possible record du monde, il participe à un championnat militaire sur 20 kilomètres. Ayant en tête les temps de Viljo Heino sur l'heure et les 20 kilomètres (19,339 km et 1 h 02 min 40) qui constituent des records du monde, il court le 16 septembre 1951 à Prague 19,558 km en une heure et termine les 20 kilomètres en 1 h 01 min 16 s, établissant deux records du monde dans la même course. Heino le félicite et déclare même qu'« il est capable de faire vingt kilomètres en une heure ». 13 jours après ces records, à Stará Boleslav, il bat dans une seule course le record du monde des 10 miles en 48 min 12 s 0, qu'Heino détenait en 49 min 22 s 2, le record du monde de l'heure en parcourant 20,052 km et le record du monde des 20 kilomètres en 59 min 51 s 8. Il devient ainsi le premier homme à courir plus de 20 kilomètres en une heure et 20 kilomètres en moins d'une heure. En guise de fin de saison, il remporte le 5 000 mètres des championnats de l'Armée en 14 min 16 s et termine de tourner le film commencé en début de saison.

#### 1952: un triplé olympique inédit

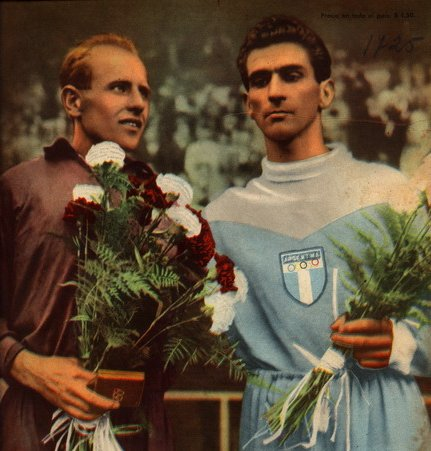
Emil Zátopek (à gauche) avec Reinaldo Gorno aux Jeux olympiques d'Helsinki 1952.

Zátopek commence sa saison, avec pour objectif un ou deux titres olympiques, et participe en conséquence à quelques cross. Il attrape une bronchite à la suite d'une sortie, mais malgré les avis des médecins, il continue à courir. Sa préparation est suffisamment perturbée pour qu'à six semaines des Jeux, il ne réussisse que 14 min 47 sur 5 000 mètres et 8 min 48 s sur 3 000 mètres. Sur 10 000 mètres, alors qu'il court à Leipzig pour les Jeux du Festival de la Jeunesse, il est attaqué par deux Hongrois mais il parvient à s'imposer en 30 min 08 s ; sur 5 000 mètres lors de la même compétition, Zátopek ne s'impose que difficilement en 14 min 33 s. Au fil des courses, sa forme s'améliore néanmoins, et il termine troisième d'un 10 000 mètres en 14 min 22 s lors d'Union soviétique - Tchécoslovaquie. Lors des championnats de Tchécoslovaquie d'athlétisme à Prague, il s'impose sur 5 000 mètres pour la sixième fois en 14 min 17 s 6 devant Milan Svajgr ; il double pour la première fois 5 000 et 10 000 lors de ces championnats, s'imposant par ailleurs en 30 min 28 s 4 sur 10 000 m.
Cette édition des Jeux olympiques a failli être privée de la présence de Zátopek. Les autorités tchèques refusent à un coureur de 1 500 mètres, Stanislav Jungwirth de se rendre à Helsinki sous le prétexte que le père de celui-ci est un opposant au parti communiste. Zátopek décrète alors qu'il ne participera pas aux Jeux si son compatriote n'est pas autorisé à participer également. Dans un premier temps, les autorités refusent de céder. Puis après quelques jours, le parti cède et les deux athlètes se rendent finalement à Helsinki. Arrivé à Otaniemi où il séjourne, Zátopek accentue son entraînement en vue de rattraper le retard dû à sa maladie. Zátopek décide alors qu'il courra le 5 000 mètres, le 10 000 mètres et aussi le marathon alors qu'il n'en a jamais couru auparavant. Le scepticisme gagne les délégations adverses, Pietr Sobolev, secrétaire général du Comité olympique soviétique, déclare que « personne au monde ne pourrait réaliser trois bonnes performances sur trois courses aussi dures ». Pendant ce temps, Herbert Schade, adversaire majeur de Zátopek, annonce qu'il ne participera qu'au 5 000 mètres afin de maximiser ses chances.

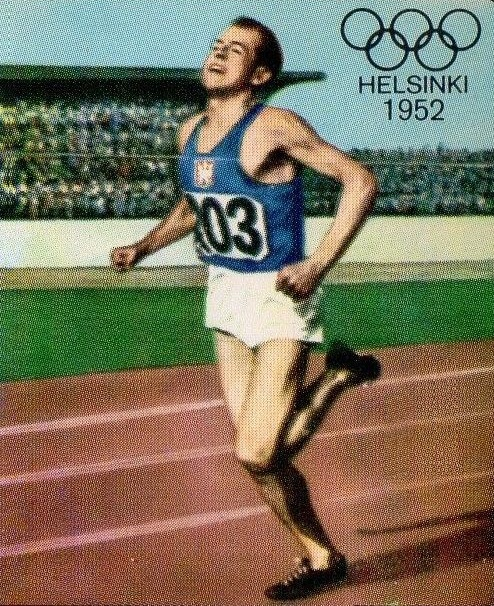
Emil Zatopek en 1952.

La première épreuve que Zátopek dispute aux Jeux d'Helsinki est le 10 000 mètres. Très tôt, ses adversaires, sont lâchés, incapables de suivre le rythme du Tchécoslovaque. Le dernier à le suivre est le Français Alain Mimoun qui doit céder aux 8 000 mètres. Zátopek termine premier en 29 min 17 s 0, record olympique, avec 120 mètres d'avance sur le Français et 31 secondes sur le troisième, Aleksandr Anufriyev. La deuxième épreuve du programme est le 5 000 mètres. Parmi ses concurrents au départ figure le champion en titre, le Belge Gaston Reiff, l'Anglais Chris Chataway, l'Allemand Herbert Schade et le Français Mimoun. Dès les séries, Schade établit un record olympique. La course, qualifiée de « course du siècle », est lancée rapidement et un groupe de cinq coureurs se détache, sans Zátopek. À 300 mètres, Zátopek, troisième, suivi de Schade semble en difficulté après le départ de Chataway suivi de Mimoun mais il revient, les dépasse dans le dernier virage alors que Chataway heurte la lice et tombe : il s'impose en 14 min 06 s 6, Mimoun terminant à la 2e place avec Schade troisième,. Tous les trois battent le record olympique établi par Gaston Reiff à Londres en 1948. Lors de la même journée, il voit sa femme Dana Zátopková triompher lors de l'épreuve du javelot. Vient alors le dernier jour de compétition en athlétisme et l'épreuve du marathon. Son principal adversaire est le Britannique Jim Peters qui détient la meilleure performance sur la distance en 2 h 20 min 42 s. Celui-ci, agacé par les déclarations de Zátopek qui pense courir en 2 h 15 min, s'échappe dès le départ. Mais au 19e km, le Tchèque revient et lance même une accélération qui est fatale au Britannique. Son dernier adversaire, le Suédois Gustaf Jansson le laisse partir un peu plus tard et il court ses derniers kilomètres de façon détendue, plaisantant même avec les spectateurs. Son arrivée dans le stade olympique est un triomphe, — les 80 000 spectateurs se lèvent et l'applaudissent longuement en scandant son nom. Emil Zátopek devient le seul coureur à avoir remporté le 5 000 m, le 10 000 m et le marathon au cours d'une même édition des Jeux olympiques en s'imposant en 2 h 23 min 02 s, record olympique.
À son retour en Tchécoslovaquie, Zátopek est accueilli en héros, il est élevé au rang de commandant dans l'armée, et, proclamé « héros de la jeunesse », il court en octobre à Obava un 5 000 mètres en 14 min 06 s 4. Au vu de sa forme plutôt bonne il décide de tenter un record sur une longue distance, le 26 octobre à Stará Boleslav, sous un temps pluvieux. Il bat avec 18,970 km le record de l'heure, puis, dans la même course, celui des 15 miles et 25 kilomètres en 1 h 16 min 26 s 4 et 1 h 16 min 21 s 8 et enfin, celui des 30 kilomètres en 1 h 35 min 23 s 8. Le même jour, Stanislav Jungwirth s'empare du record du 800 mètres de Tchécoslovaquie que détenait Zátopek ; Jungwirth bat le lendemain le record du monde du 1 000 mètres en 2 min 21 s 2.

### Derniers exploits et fin de carrière

#### 1953-1954: premier homme sous les 29 minutes sur10 000m
La saison 1953 débute mal pour Zátopek ; comme l'année précédente, il tombe malade et doit faire un court séjour à l'hôpital. Retardé dans sa préparation, et en proie à un surmenage, il commence sa saison par un 5 000 mètres en 14 min 36 s le 28 mai à Prague. Quinze jours plus tard, il ne réalise que 14 min 22 s 6 et souffrant des amygdales, il se fait opérer dans la foulée. Durant sa convalescence, il voit Aleksandr Anufriyev tenter de s'emparer du record du monde du 5 000 mètres mais ce dernier ne réalise que 14 min 20 s 6 ; en revanche, l'Anglais Gordon Pirie s'empare avec succès du record du monde des 6 miles, en 28 min 19 s 4. Après un mois de convalescence, Emil Zátopek court le 26 juillet un bon 5 000 mètres en 14 min 11 s 4, mais trois jours plus tard, il ne réalise que 30 min 53 s 6 sur 10 000 mètres. À Budapest pour le Festival de la Jeunesse, il égale son record de Tchécoslovaquie sur 5 000 mètres en réalisant 14 min 03 s 0 dans une course menée sur un train infernal par le Soviétique Volodymyr Kuts, qui termine deuxième devant József Kovács. Sur 10 000 mètres, le Tchécoslovaque récidive et remporte la course en 29 min 25 s 8 devant Kuts et Anufriyev. Le 17 octobre, Zátopek retrouve le Hongrois Kovács qu'il bat en 14 min 09 s 0. À Stará Boleslav, pour sa dernière course sur piste de la saison, le 1er novembre, Zátopek parvient à battre deux records du monde en une seule course. Il remporte en effet un 10 000 mètres en 29 min 01 s 6 et son temps de passage aux 6 miles (28 min 08 s 4) lui permet de s'emparer du record de Pirie. Avec ce dernier record, Zátopek détient alors simultanément 8 records du monde différents — il est le premier et le seul de l'histoire à avoir réussi cette performance.
Durant l'hiver 1953, Zátopek participe à quelques cross. Il reçoit alors une invitation pour la course du réveillon de la Saint-Sylvestre à São Paulo au Brésil. Accueilli comme une vedette, le Tchécoslovaque remporte difficilement la course en 20 min 30 s 4 devant le Yougoslave Franjo Mihalić, après un départ chaotique et sous une chaleur étouffante ; il établit ainsi un record de la course. Le 19 mars 1954, il se rend à Vincennes pour y disputer le Cross de L'Humanité, organisé par le Club olympique de Billancourt : il remporte la course de 10 kilomètres en 30 min 34 s battant Jerzy Chromik (31 min 26 s) et Volodymyr Kuts (31 min 34 s) devant 50 000 spectateurs,. Le 16 mai, à Stará Boleslav, il réalise 14 min 04 s 0 sur 5 000 mètres, et L'Équipe écrit alors qu'il « parait capable cette année-là tous les records, notamment celui du 5 000. ». Emil Zátopek doit participer le 30 mai à un meeting à Colombes, mais la France refuse un temps sa demande de visa, à la suite de propos publiés par le Svobodne Slovo, un journal tchécoslovaque. Après sa victoire au cross de l'Humanité, Zátopek a en effet déclaré ironiquement à un journaliste que « Paris c'était surtout Pigalle, le vin, les filles, et qu'à part ça, il n'y avait rien à voir » ; le journaliste a toutefois transcrit les propos sans faire ressortir l'ironie de la phrase. Obligé d'attendre à Bruxelles que la controverse se résolve, Zátopek arrive à Paris en train aux alentours de six heures du matin alors que sa course se déroule quelques heures plus tard. Malgré ces péripéties, Zátopek réalise une course exceptionnelle, enchaînant 5 kilomètres en moins de 2 min 50 s, et terminant la course en 13 min 57 s 2, nouveau record du monde du 5 000 mètres ; le Tchécoslovaque devient ainsi le premier homme à courir un 5 000 mètres en moins de 14 minutes. Deux jours plus tard, le 1er juin, à Watermael-Boitsfort, Zátopek fait une nouvelle fois preuve de sa grande forme, en courant le premier 10 000 mètres de l'histoire en moins de 29 minutes, 28 min 54 s 2, et en améliorant son propre record du monde des 6 miles en 27 min 59 s 2, ce qui était également le premier 6 miles en moins de 28 minutes.
Toutefois, la forme de Zátopek ne dure pas. Après plusieurs meetings en Europe et une première défaite sur 10 000 mètres en trente-huit courses depuis 1948, le Tchécoslovaque se rend à Berne pour les championnats d'Europe, fatigué par des douleurs sciatiques. La première course qu'il dispute, le 5 000 mètres, s'avère être une cuisante défaite : Volodymyr Kuts, le Soviétique remporte le titre et s'empare du record du monde de Zátopek avec un temps de 13 min 56 s 6. Ce dernier finit troisième en 14 min 10 s 12, devancé également au sprint par le Britannique Christopher Chataway (14 min 08 s 8). Sur 10 000 mètres toutefois, Emil Zátopek conserve son titre en 28 min 58 s 0, record des championnats devant József Kovács et Frank Sando. Le 3 septembre à Stockholm, Zátopek échoue à reprendre son record du 5 000 mètres, terminant toutefois avec un nouveau record de Tchécoslovaquie en 13 min 57 s 0 ; à la suite de cette course, il décide de se consacrer plus au 10 000 mètres et aux courses plus longues que le 5 000 mètres, qu'il laisse à Kuts.

#### 1955-1957: fin de carrière
La saison 1955 de Zátopek est médiocre : sur 10 000 mètres, son meilleur temps est de 29 min 25 s 6, ne faisant de lui que le 8e mondial. De plus, il est battu sur 10 000 mètres par Gordon Pirie le 17 octobre 1955 au White City Stadium lors d'un match Royaume-Uni - Tchécoslovaquie. Il perd deux autres fois face au Britannique cette année-là, et ce dernier est nommé Sportif de l'année par la British Broadcasting Corporation. Début octobre, le Russe Albert Ivanov (ru) annonce avoir battu le record de Zátopek sur 25 000 mètres de plus d'une minute. En réponse, le 29 octobre 1955 à Čelákovice, Emil Zátopek s'offre dans la même course deux records du monde : celui des 15 miles en 1 h 41 min 01 s et celui des 25 kilomètres en 1 h 16 min 36 s 4 ; il efface ainsi son propre record du monde et le record non officiel établi par Ivanov.
Zátopek prépare les Jeux olympiques de Melbourne, qui ont lieu fin novembre-début décembre 1956. Le 15 juillet, sa préparation subit un coup d'arrêt : Zátopek est opéré à Prague d'une hernie ; le même jour, Sandor Iharos améliore le record du monde du 10 000 mètres en 28 min 42 s 8. La presse européenne doute de sa présence aux Jeux, car sa convalescence est longue, mais Emil Zátopek, qui pense n'avoir aucune chance sur 5 000 mètres et 10 000 mètres, défend bel et bien un titre à Melbourne, mais seulement sur marathon. Fatigué, le Tchécoslovaque ne termine que 6e d'une course, dominée en 2 h 25 min 00 s par son concurrent et ami, le Français Alain Mimoun. Derrière Mihalić (2 h 26 min 32 s), Karvonen (2 h 27 min 47 s), Lee (2 h 28 min 45 s) et Kawashima (2 h 29 min 19 s), Zátopek achève sa dernière course olympique et son deuxième marathon en 2 h 29 min 34 s. À l'arrivée, après l'avoir salué militairement, Zátopek enlace son ami Mimoun. Début janvier 1957, Zátopek entame sa dernière saison, dont le seul coup d'éclat est un 5 000 mètres en 14 min 22 s à Pilsen. Il continue après cette saison à participer à des rencontres athlétiques, mais il ne s'entraîne plus.

### Reconversion: l'armée puis le printemps de Prague

#### Rôle personnel

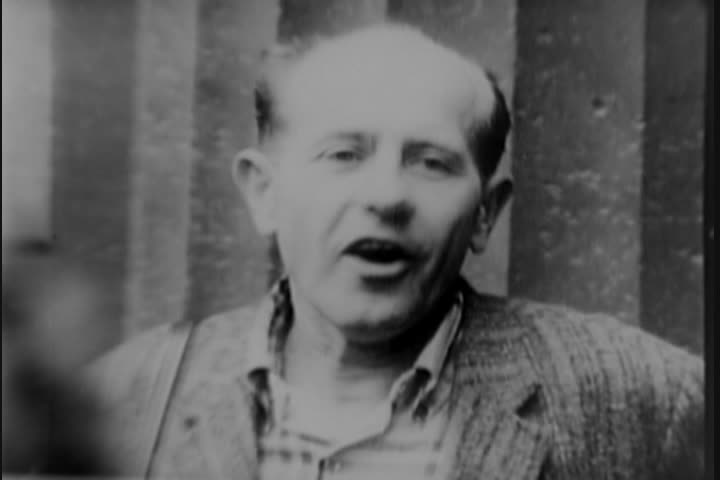
Zátopek, habillé en civil, en discussion avec plusieurs personnes pendant le printemps de Prague, août 1968

Après sa carrière sportive, Zátopek est nommé colonel — dans un entretien au journal L'Équipe, Zátopek relate que ses collègues l'appelaient « colonel honoris causa » parce qu'il ne devait ses promotions qu'à ses performances — et il travaille au ministère de la Défense nationale. En 1968, dix ans après la fin de sa carrière, Emil Zátopek participe au Printemps de Prague, un mouvement de réforme qui cherche à libéraliser et démocratiser la Tchécoslovaquie, lancé par le réformiste Alexander Dubček qui prône un socialisme à visage humain ; c'est alors la première fois qu'il s'oppose ouvertement au régime en place. Avec sa femme Dana Zátopková, le sauteur à ski Jiří Raška et la gymnaste Věra Čáslavská, les quatre sportifs ayant participé aux Jeux olympiques font partie des signataires du manifeste Les Deux Mille Mots, écrit par Ludvík Vaculík,,.
Le Printemps de Prague se termine abruptement dans la nuit du 20 au 21 août 1968, lorsque les troupes du Pacte de Varsovie entrent dans la ville. Zátopek rentre alors d'une fête. Habillé en civil, alors qu'il est colonel de l'armée tchécoslovaque, il se rend Place Venceslas où des milliers de manifestants se sont rassemblés, se mettant en travers du chemin des chars russes. Depuis le piédestal de la statue équestre de saint Venceslas, il s'adresse aux manifestants et aux quelques journalistes de l'Ouest présents pour condamner l'invasion soviétique. La situation s'envenime lorsque la foule jette des pavés sur les chars soviétiques, alors que dans le même temps, les occupants des locaux de Radio Prague ont été expulsés manu militari par les soldats soviétiques. Le bilan de la journée est sanglant, avec des blessés et des morts des deux côtés. Emil Zátopek use alors de sa popularité pour créer le dialogue avec les soldats soviétiques, montant en uniforme sur un char et invitant les soldats à le suivre chez lui. Les jours suivants, il essaie en vain de dialoguer avec les officiers soviétiques, essayant de modérer leur action dans l'esprit olympique des Jeux de Mexico qui approchent,.
Emil Zátopek continue alors ses activités malgré la défaite, notamment en collant des affiches de protestation sur les murs. Dès le 22, il recommence à prendre la parole en public sur la place Venceslas, pour défendre ses idées. Il appelle entre autres à l'exclusion de la délégation soviétique aux Jeux de Mexico et accuse l'Union soviétique d'avoir volontairement et illégalement violé la souveraineté d'un état socialiste frère. Le lendemain, il fait un nouveau discours, sur une radio libre illégale, et alors qu'il avait dormi dans des maisons différentes pour éviter la police soviétique, il est repéré par le KGB et le StB, les services de renseignements soviétiques et tchécoslovaques, qui luttent contre les dissidents. Il sait alors que sa carrière militaire est finie.
Le 24 août, il réitère son appel à l'exclusion de la délégation soviétique des Jeux de Mexico. En tant qu'invités d'honneurs et symboles médiatiques, lui et sa femme ne craignent pas encore de représailles. Le 26 août, il donne une dernière interview télévisée en français pour le journal télévisé de 20 heures de France, où il répète encore le droit du peuple tchécoslovaque à la souveraineté et condamne fermement l'intervention soviétique. Le même jour, le protocole de Moscou est ratifié par la délégation tchécoslovaque, Alexander Dubček en tête, mettant un terme définitif au printemps de Prague. Le couple Zátopek peut néanmoins se rendre à Mexico pour assister aux Jeux, les épreuves d'athlétisme ayant lieu du 14 au 20 octobre. Il y voit notamment le kényan Kip Keino prendre la deuxième place sur 5 000 mètres derrière le Tunisien Mohammed Gammoudi, et après s'être écroulé à 1 200 m de l'arrivée sur 10 000 mètres en ayant mené toute la course. Dans les interviews sur place, Zátopek critique les dirigeants soviétiques et tchécoslovaques, mais il est empêché de trop parler par les officiels de ces pays sur place. Emil Zátopek et sa femme se voient offrir la possibilité d'émigrer et d'entraîner en Suède, ils refusent toutefois, malgré les lourdes sanctions qu'ils savent proches. Après les Jeux, les époux Zátopek rentrent ensemble à Prague où on leur interdit tout contact avec des médias étrangers. On lui propose encore de pouvoir s'enfuir au Royaume-Uni mais il refuse encore. En novembre 1968, il lui est formellement demandé de se conformer au devoir de réserve militaire et de s'abstenir de tout commentaire contre le régime,,.

#### Discréditation
Au début de l'année 1969, la machine de propagande commence à discréditer Emil Zátopek : le coureur de fond est-allemand Friedrich Janke l'accuse de « changer de convictions politiques comme de chemises ». Un peu après, un article dans le journal soviétique Sovietski Sport le qualifie de traître. Après l'auto-immolation de Jan Palach sur la place Venceslas, un étudiant tchécoslovaque qui voulait protester contre la répression du printemps de Prague, Zátopek cherche à rentrer en contact avec d'autres étudiants dissidents. Le 19 janvier, il reçoit une censure officielle du ministère de la Défense et est démis de ses fonctions dans l'armée. Il est alors assigné comme entraineur des jeunes au FK Dukla Prague en guise de rétrogradation.
Le 20 février 1969, Vilém Novy, un membre du comité central du parti communiste tchécoslovaque, déclare que Jan Palach a reçu des ordres pour son auto-immolation d'un groupe de dissidents et qu'il avait accepté de mourir pour leur cause. Dans ce groupe figureraient d'après Novy, Emil Zátopek, les écrivains Vladimír Škutina et Pavel Kohout, le joueur d'échecs Luděk Pachman et le meneur étudiant Lubomír Holeček. Contre ses accusations sans fondements, les quatre intentent un procès en diffamation contre Novy, sans succès. Le 21 avril 1969, il est suspendu de son poste d'entraineur de la jeunesse après de nouvelles déclarations contre le régime, déclarant notamment que l'argent alloué à la Défense aurait été mieux dépensé dans l'éducation. Un tribunal militaire l'accuse alors d'actions politiques illégales, de répandre de fausses informations et d'insubordination, ce que Zátopek nie fermement, affirmant aux journalistes tchécoslovaques présents n'être ni un ennemi public, ni un contre-révolutionnaire. Ceci ne suffit cependant pas : Zátopek, transformé en bouc émissaire par le régime en difficulté, est exclu de l'armée à compter du 1er octobre, et du parti communiste, dans lequel il soutenait l'aile démocratique. Condamné à de la prison, il en est dispensé au vu de ses mérites passés et de sa correspondance avec des athlètes occidentaux, qui lui assurent un prestige certain. Il fait partie des 11 000 officiers et 30 000 sous-officiers qui seront chassés de l'armée tchécoslovaque jusque dans les années 1970,.

#### Conséquences
Zátopek est forcé à faire son autocritique en 1971. Privé de ses revenus financiers et de son activité sportive, Zátopek est persona non grata dans de nombreuses entreprises et doit donc devenir éboueur. Certains de ses amis lui trouvent ensuite un emploi dans l'entreprise Stavební Geologie qui exploite des ressources minières pour le compte de l'État tchécoslovaque. La société, qui compte plus de mille employés, réalise divers forages et exploitent des mines souterraines, des puits ou des tranchées. Zátopek y travaille jusqu'en 1973 en tant que travailleur déplacé. Les affectations changeant d'une semaine à l'autre sont une source de différents familiaux et d'un alcoolisme poussé. Logé dans des véhicules de construction ordinaires, les conditions de travail de Zátopek et son équipe choquent un dirigeant sportif espagnol en visite, tant la détérioration morale et physique du champion olympique est prononcée. Dans les mines d'uranium de Jáchymov (Důl Svornost (cs)), où il reste jusqu'en 1974,, Zátopek endure néanmoins les années de labeur sans perdre de son entrain sportif. La seule fois où il peut rentrer à Prague, il est frappé dans la rue par des membres de l'armée ; et le stade du Houšťka à Stará Boleslav, qui porte son nom, est renommé. Malgré cela, Zátopek parvient à vivre une vie tranquille dans sa maison, conservant quelques amis qui l'aident dans les moments difficiles. Pendant cette période, il disait qu'il était au bord de l'abysse, mais jamais prêt à sauter dedans,.

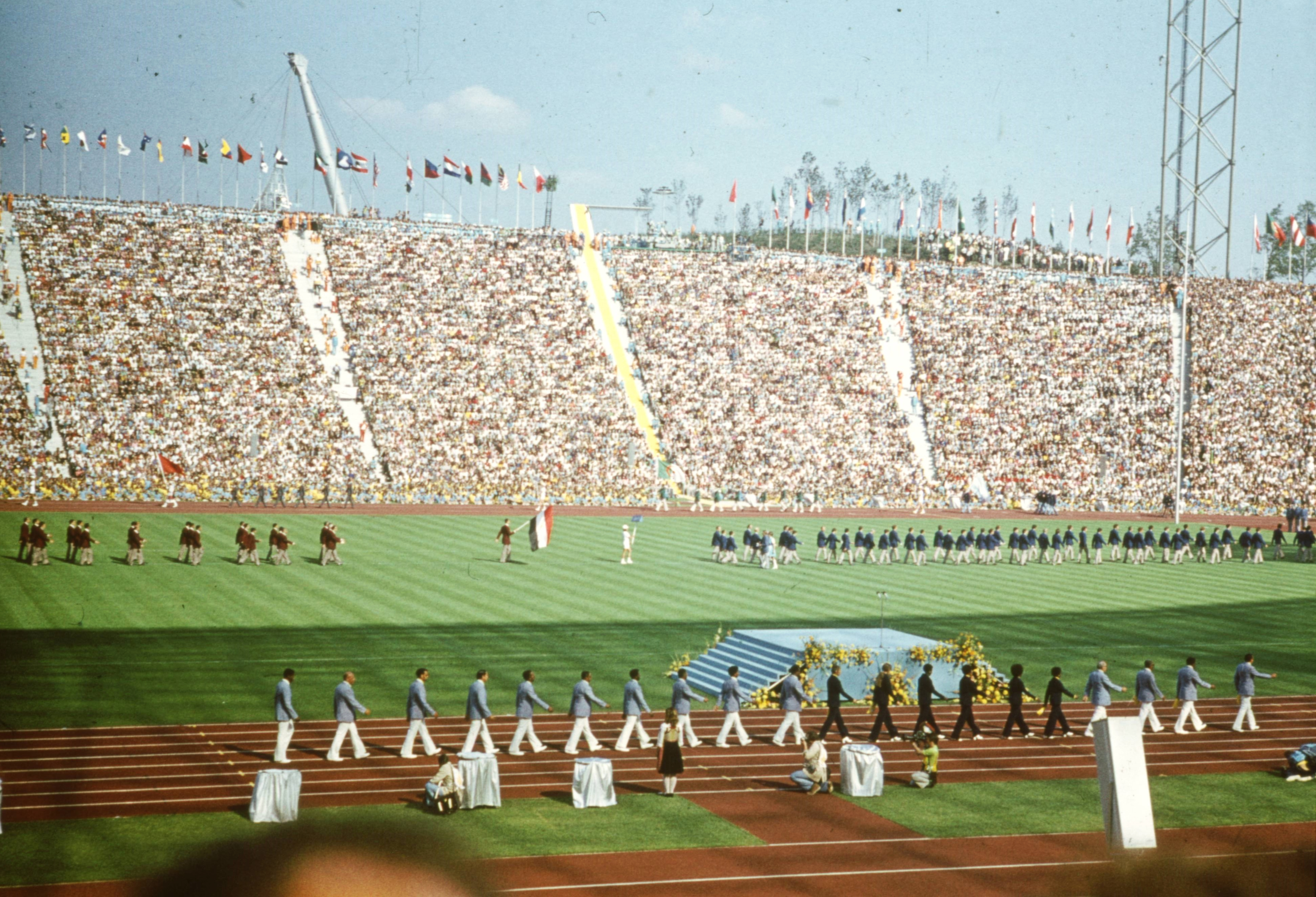
La cérémonie d'ouverture des Jeux olympiques d'été de Munich.

Emil Zátopek est convié en tant qu'invité d'honneur dans la république fédérale allemande, à Ouest, pour les Jeux olympiques d'été qui se déroulent à Munich, et, sous pression, le gouvernement tchécoslovaque est forcé d'accepter. Le dilemme tchécoslovaque, d'un côté un ex-athlète de haut niveau traité comme un criminel et la capacité de Zátopek à être un formidable outil de propagande, de l'autre la possibilité qu'il s'échappe et que la propagande se retourne contre la Tchécoslovaquie, se règle en forçant Dana Zátopková à rester à Prague comme gage de son bon retour. Zátopek accepte et passe l'été 1972 dans la capitale bavaroise où il rencontre nombre d'athlètes, anciens comme participants, et également le chancelier allemand sortant Willy Brandt, ténor de l'Ostpolitik. Zátopek se retient de toute déclaration politique pendant son séjour, et préfère assister à l'exploit sportif du Finlandais Lasse Virén, qui réalise le doublé 5 000 mètres — 10 000 mètres, qui n'avait pas été réalisé depuis Volodymyr Kuts à Melbourne en 1956. La Prise d'otages des Jeux olympiques de Munich par l'organisation palestinienne Septembre noir est un choc pour Zátopek, grand défenseur des idéaux olympiques de paix.

#### Réhabilitation

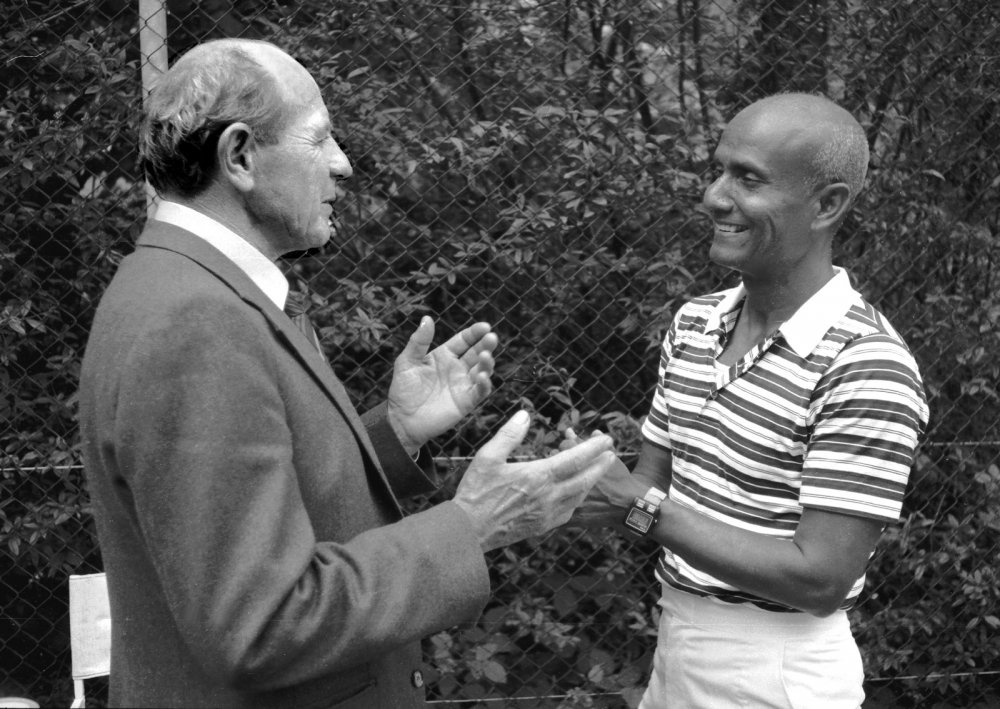
Sri Chinmoy et Zátopek (ici en 1980) se rencontrent pour la première fois au marathon de New York 1977. Zátopek, surnommé Grand Marshal par Chinmoy, entretient une relation amicale avec le musicien, qui lui a rendu hommage dans ses chansons.

Durant l'été 1973, les relations entre le sommet de l'état et Emil Zátopek commencent à se renormaliser, à la suite de son voyage munichois réussi, en particulier parce qu'il avait révoqué sa signature sur Les Deux Mille Mots lors de son autocritique en 1971. Ces déclarations, parmi d'autres, ont cependant suscité l'incompréhension dans le mouvement dissident, qui comptait Zátopek comme membre éminent. En octobre 1973, il est autorisé à assister aux obsèques de son idole Paavo Nurmi à Helsinki. Zátopek n'est alors plus une menace pour l'État tchécoslovaque et la normalisation qui se poursuit lève les restrictions auxquelles il était soumis. En 1975, il est pleinement réhabilité et devient archiviste au ministère des Sports, dans un petit bureau sous le stade de Strahov. Son travail met à profit ses compétences linguistiques et consiste à traduire les articles des grands entraîneurs étrangers afin d'en faire profiter les athlètes tchécoslovaques,. Zátopek, qui juge son travail modeste et sans prétention, devient ce qu'il appelle un « espion sportif », mais ce poste, qu'il occupera jusqu'en 1982, est un soulagement pour ses amis dans le reste du monde,.
Zátopek reçoit à Paris en 1975 le Prix Pierre de Coubertin des Nations unies pour la promotion du fair-play, remis par l'UNESCO. Il voit en 1976, à Montréal, au terme d'une course pleine de suspense, le Finlandais Lasse Virén réussir à conserver ses deux titres sur 5 000 mètres et 10 000 mètres. Néanmoins Virén ne réussit pas à rééditer l'exploit du Tchécoslovaque, puisqu'il ne termine que 5e du marathon. En 1977, il est nommé « diplomate première classe » en référence à son passé militaire par le président de la fédération tchécoslovaque de l'éducation physique. la même année, en tant qu'invité d'honneur du marathon de New-York où il rencontre Sri Chinmoy et joue son propre rôle dans l'épisode The M*A*S*H Olympics la série télévisée M*A*S*H. À la différence de Pavel Kohout avec qui il avait lutté en 1968, il ne s'engage pas dans le mouvement Charte 77 qui demande que le gouvernement tchécoslovaque respecte ses engagements en matière de Droits de l'Homme pris en 1975 à la Conférence d'Helsinki. Dans les années qui suivent, il est invité à de nombreux évènements sportifs, notamment le marathon de Stuttgart en 1981. En 1983, l'IAAF organise ses championnats du monde d'athlétisme, compétition alors quadriennale dont la première édition a lieu à Helsinki, et il assiste en tant qu'invité d'honneur à cette édition. Il refuse en revanche l'invitation du CIO aux Jeux olympiques d'été de Los Angeles en raison du boycott soviétique faisant suite au boycott de l'Ouest des Jeux de Moscou en 1980. Zátopek, qui souffre de problèmes cardiovasculaires dues à son mode de vie pendant ses années noires de mineur, est victime d'une crise cardiaque en 1986. Remis dès 1987, il continue à voyager à travers le monde pour la promotion du sport, et il est même un acteur majeur du jumelage de Wuppertal et Košice,.

### Dernières années

#### Retour en grâce

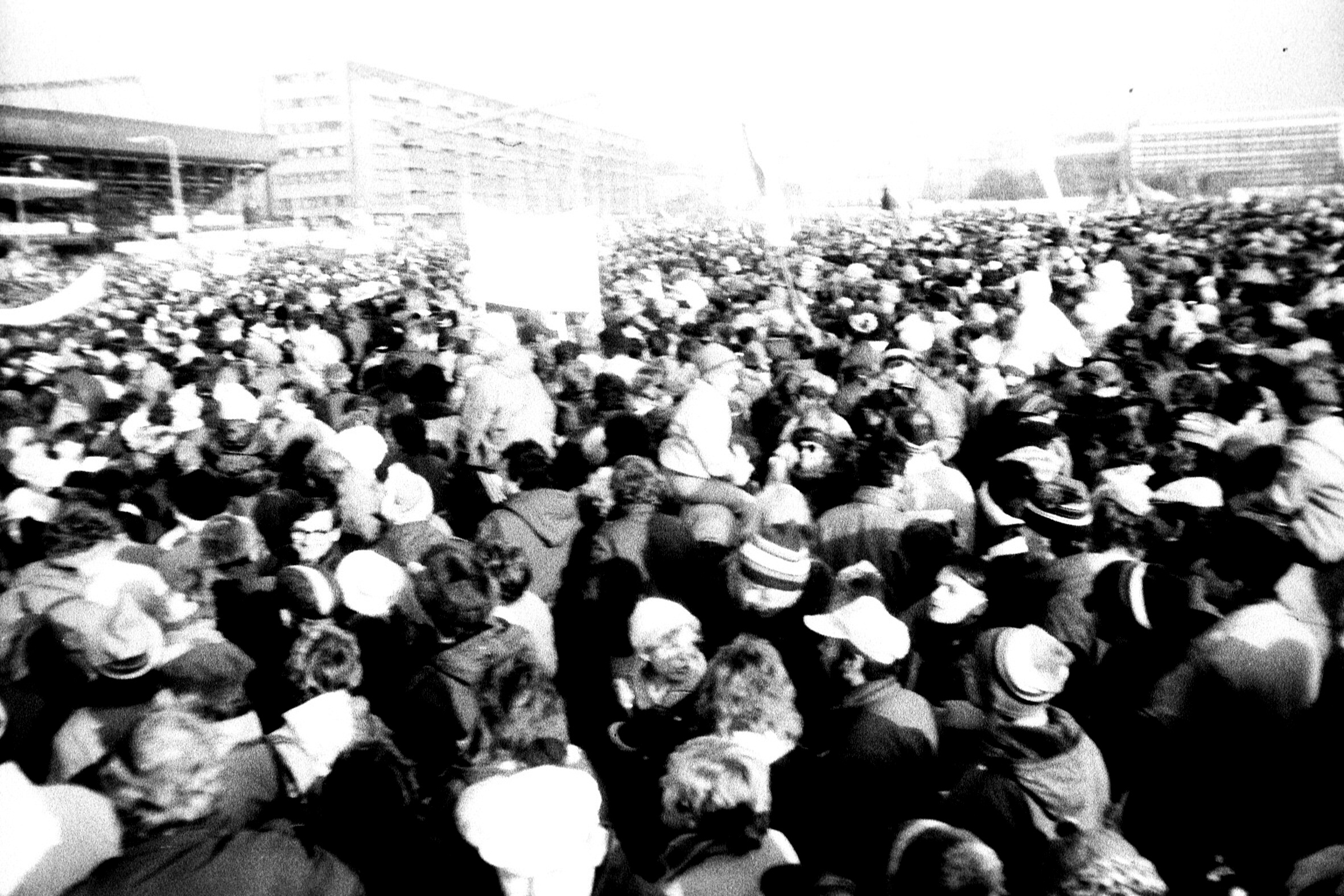
Manifestations au Parc Letná à Prague en novembre 1989

Vers la fin des années 1980, la situation politique du Bloc de l'Est a bien changé : sous la direction de Mikhaïl Gorbatchev, l'abolition de la doctrine Brejnev pour une "doctrine Sinatra", en référence à la chanson de Frank Sinatra My Way, la perestroïka et la glasnost permettent de grandes réformes dans les pays communistes de l'Est. En Pologne d'abord au printemps 1988/1989 avec l'arrivée au pouvoir du Solidarność de Lech Wałęsa, puis en Hongrie, en Bulgarie et en Allemagne de l'Est, les régimes des pays communistes s'effritent et sont remplacées par des régimes démocratiques. En Tchécoslovaquie, la Révolution de Velours précipite dès octobre 1989 la chute du régime communiste. Emil Zátopek, très marqué par les évènements de 1968, ne réagit qu'avec modération à ce nouveau bouleversement politique de l'ordre établi. Le 17 novembre, une émeute étudiante réprimé par la police pousse plus de 100 000 personnes à faire grève et à manifester dans les rues. Le 30 novembre, incapable de faire face, la direction de l'État démissionne et Václav Havel, qui sera élu président de la République tchèque quelques mois plus tard, annonce la tenue d'élections libres. Le 1er décembre, plus d'un million de Tchécoslovaques se réunissent dans le Parc Letná, dont les Zátopek qui comprennent l'importance du mouvement. Avec l'arrivée de Havel au pouvoir, une amnistie et un pardon général pour les persécutions politiques est émis. Emil Zátopek est nommément réhabilité le 11 mars 1990 et le nouveau ministre de la Défense Miroslav Vašek s'excuse publiquement de son limogeage de l'armée.
Avec la démocratisation et l'ouverture à l'Ouest de la République fédérale tchèque et slovaque, l'intérêt des médias occidentaux pour Zátopek et sa popularité font un bond. Il donne d'innombrables interviews à des journalistes de l'Ouest et rend visite à des anciens amis de l'Ouest pendant son temps libre, notamment en Argentine et aux États-Unis. Il est invité d'honneur à Barcelone pour les Jeux olympiques d'été de 1992.

#### Fin de vie

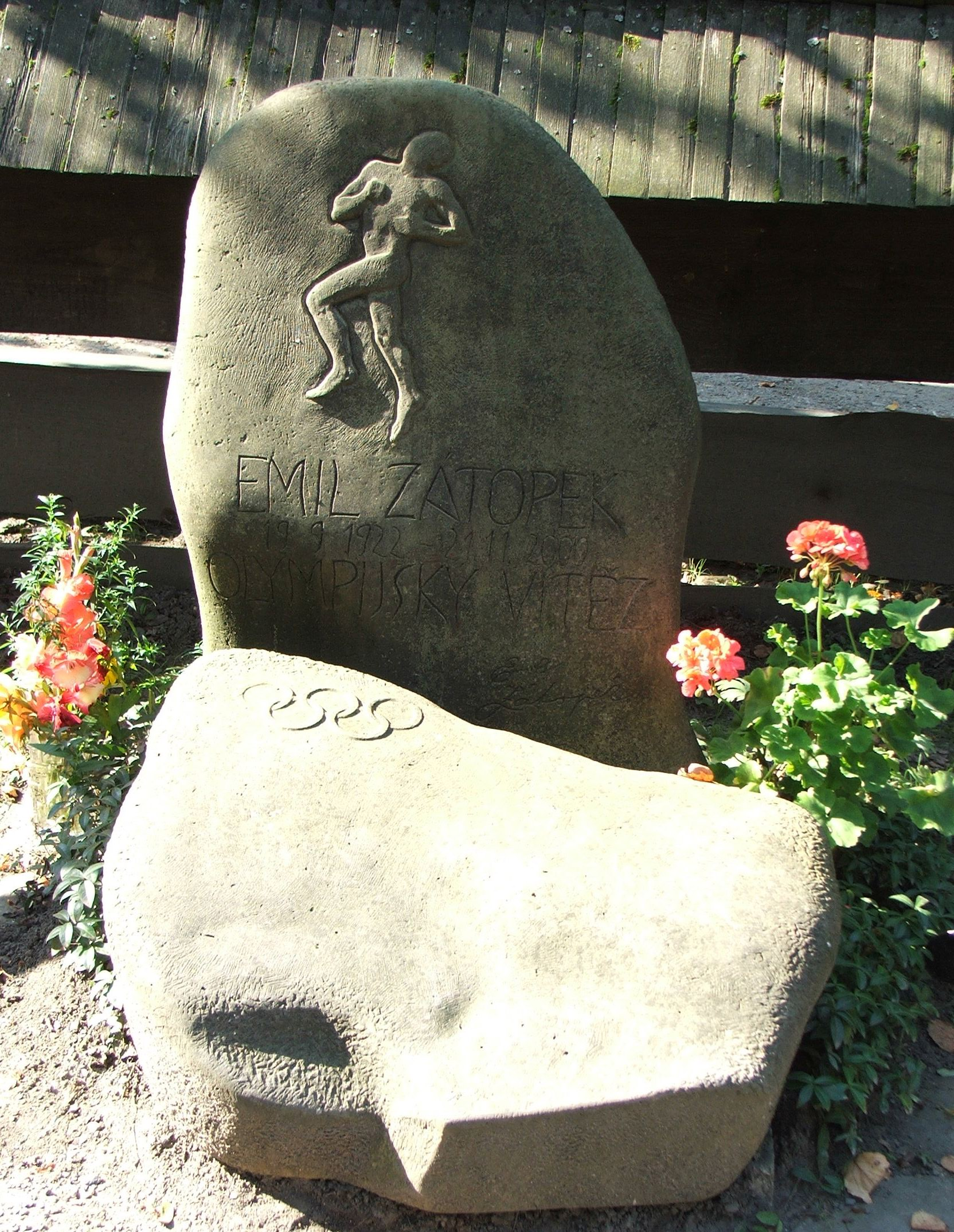
La tombe d'Emil Zátopek à Rožnov pod Radhoštěm.

Aux championnats d'Europe d'athlétisme 1994 d'Helsinki, Emil Zátopek est à nouveau invité et assiste aux épreuves. Il fait une nouvelle petite attaque cardiaque lors d'un voyage en Grèce, il est alors en surpoids et quelque peu dépressif car il a perdu récemment beaucoup de ses amis et des membres de sa famille, citons par exemple Gordon Pirie (en 1991), Gaston Reiff (en 1992) ou Reinaldo Gorno (en 1994). En juin 1995, il donne le départ du marathon de Prague. La même année, il fait un caméo dans une publicité pour Adidas, qui avait été son équipementier pendant ses années d'activité. En septembre de la même année, il assiste à l'ISTAF Berlin, où, accompagné du cinéaste Hagen Boßdorf (de), il réalise un documentaire. En 1996, la santé de Zátopek se détériore encore et il a des difficultés à marcher, au point qu'il a besoin d'une canne. À partir de 1997, il est atteint de la maladie d'Alzheimer. Il est élu « athlète du siècle » en République tchèque la même année. En 1998, le président tchèque Václav Havel lui décerne le Lion blanc, plus haute distinction nationale, même si d'autres sources font référence à la médaille d'or du mérite. Un nouvel accident vasculaire cérébral le prive temporairement la capacité de parler en 1998 et il donne sa dernière interview à un journaliste britannique en 1999

#### Mort et funérailles
Admis à l'hôpital de Prague trois semaines auparavant après une hémorragie cérébrale, le quadruple champion olympique tchèque s'éteint à l'âge de 78 ans le 22 novembre 2000 après avoir souffert d'une pneumonie. Sa mort entraîne des réactions de tristesse et de deuil dans toute la République tchèque et même au delà. Ses funérailles rassemblent 800 invités du monde entier le 6 décembre 2000 au théâtre national, dont Miloš Zeman qui est alors président du gouvernement de la République tchèque. Les obsèques d'État proposées par Václav Havel sont simplifiées à la demande de sa veuve et après les funérailles nationales, son cercueil recouvert du drapeau national est transporté par les plus grands athlètes du pays. A la même date, il est récompensé de la Médaille Pierre de Coubertin par le président du CIO Juan Antonio Samaranch et de la médaille d'or du mérite par l'IAAF. Il devient par ailleurs la première légende du sport tchèque, lors de son élection, toujours en 2000. Son urne repose au cimetière Valašský Slavín de Rožnov pod Radhoštěm,. À l'occasion du soixantième anniversaire de son triplé aux Jeux de Helsinki 1952, sa femme Dana Zátopková et Vlasdimil Sroubek ont organisé une semaine de course en l'honneur de Zátopek. Fin 2012, l'IAAF l'installe parmi les 24 premiers membres du Temple de la renommée de l'IAAF.

## Vie sportive

### Le coureur

#### Entraînement
Au contraire de Rudolf Harbig, devenu célèbre dans les années 1930 pour son style épuré et efficace, Zátopek incarne un coureur démonstratif, combatif, qui souffre dans l'effort. Il montre par sa détermination que l'entraînement joue une part majeure dans la réussite compétitive et qu'on ne nait pas coureur de fond. S'entrainant très souvent seul, sans pauses, il parcourt en moyenne 265 kilomètres par semaine. Il s'arrange pour organiser ses sessions d'entraînement après ses heures dues en tant que militaire, et dès qu'une occasion se présente, sacrifiant pour cela pratiquement tout son temps libre. Bravant toutes les conditions, en hiver, il peut courir en rangers avec une lampe de poche à la main sur les chemins de campagne et quand les conditions sont vraiment impraticables, notamment lorsqu'il a trop neigé, il court dans sa baignoire. Quand le temps s'améliore, il parcourt les sous-bois des forêts ainsi les chemins de plaines alentour, et s'entraîne également sur une piste cendrée, comme en compétition,,.
Au début de sa carrière, Zátopek cherche un style d'entrainement qui lui convient. Comme Paavo Nurmi et Rudolf Harbig, pionniers du demi-fond, il va alterner phases rapides et courtes, mais plutôt que de mathématiser son entraînement, il préfère se reposer sur ses sensations, une sorte de méthode naturelle. Il étudie notamment la méthode finlandaise de l'entraînement par intervalles des Finlandais volants ainsi que la variante développée par Gösta Holmer appelée fartlek, qui consiste à alterner des phases de sprint anaérobie et des phases beaucoup plus lentes aérobies. Il expérimente également avec le système Woldemar Gerschler-Herbert Reindell, également un type d'entraînement fractionné, où le contrôle des temps de repos se fait par le rythme cardiaque ; cette méthode est popularisée par Roger Bannister, qui est le premier à descendre sous les 4 minutes au mile. Il finit par adopter un entraînement personnalisé qui reprend les grands principes du fractionné et y insère une part d'entraînement en hypoventilation sur les phases de repos.
Ses intervalles sont initialement des 100 mètres et des 200 mètres, mais il finit par adopter des intervalles de 400 mètres comme intervalles principaux, qu'il court souvent en 1 min 10 s. Il commence ses saisons par des séries de 10 × 100 m, 10 × 200 m ou 6 × 400 m, pour déterminer sa charge limite d'entraînement. Il augmente ensuite progressivement le nombre d'intervalles par série, jusqu'à atteindre 40, parfois plus. En années olympiques, il monte même jusqu'à 70, 80 voire 100 × 400 mètres, un nombre de répétition alors jamais atteint dans l'entraînement fractionné. Cette méthode est révolutionnaire et porte rapidement ses fruits, mais elle n'est pas sans conséquences : la charge physique est très importante, et Zátopek souffre de douleurs articulaires et d'élongations musculaires régulières. Son rythme d'entraînement n'est pas monotone pour autant : il alterne des entraînement à haute intensité (vitesse élevée, nombre de répétition plus faible) avec des entraînement de longue durée (vitesse plus faible, nombre de répétitions élevées). Régulièrement, pour briser la monotonie, il réalise des séances loufoques, comme en courant en retenant son souffle, jusqu'au point de s'évanouir, et en portant sa femme sur ses épaules. Cette méthode lui permet d'enchaîner les petits sprints pendant les courses, usant ses adversaires au point de la rupture,,,,. Ces méthodes sont reprises et affinées par ses adversaires au fil des temps, notamment Volodymyr Kuts, qui prit la succession du Tchécoslovaque en 1954 à la tête du demi-fond mondial.

#### Style et tactique de course

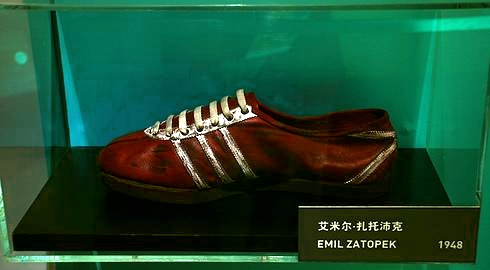
Chaussure Adidas d'Emil Zátopek, 1948

À ses débuts, le style de course de Zátopek, tout en souffrance, provoque l'amusement général, atténué par les succès du Tchécoslovaque par la suite. Ses bras ramant en l'air à l'excès et ses mouvements de jambes parasites font qu'on le surnomme la « pieuvre ». Parfois, on lui attribuait même une anomalie anatomique pour expliquer ces mouvements inélégants. Contrairement au Finlandais Paavo Nurmi, reconnu pour son style de course efficace et en finesse, le style de Zátopek est dans la douleur et la souffrance, une impression amplifiée par ses muscles contractés, sa respiration sifflante et ses grimaces de douleur, qui allaient devenir un emblème de son style de course unique,,.
Zátopek voyait la course à pied comme purement un moyen de locomotion, il rejette ainsi toute théorie scientifique de la course, qui préconiserait une tactique à la place d'une autre. Il était d'avis que la performance d'un athlète ne pouvait être jugée ni par son style ni par sa tactique de course, qui sont trop superficiels. Ses succès retentissants font le triomphe de sa philosophie de course, et pendant très longtemps, dans la lignée de Paavo Nurmi et Rudolf Harbig, on étudie beaucoup plus la physiologie (et plus tard la biochimie) de l'entraînement que la tactique de course, qui passe au second plan jusqu'aux années 1980,,.
Ce style de course atypique, grimaçant, la tête tournée vers la gauche et les coudes haut, lui a attiré de nombreuses critiques de la part des médias occidentaux notamment. En guise de réponse, il a déclaré à ce sujet : « I was not enough talented to run and smile at the same time. »,. Gaston Meyer, « pape du demi-fond », pense quant à lui que sa course inesthétique est un moyen de rechercher la décontraction, laquelle permet un meilleur effort. Malgré ce style, Roger Bannister fait de lui le « plus grand athlète depuis la Seconde Guerre mondiale ».

### Nutrition et mode de vie
Emil Zátopek ne pratique pas un régime alimentaire sur mesure, précisément préparé, et il mange et boit ce qu'il aime à sa discrétion. Il a également des pratiques diététiques parfois surprenantes. Il mange de l'ail et des oignons crus avant certaines compétitions, buvait de l'eau amère où dans laquelle avait mariné des cornichons. Il considère la bière comme une boisson isotonique. Il dort suffisamment, jusqu'à dix heures avant les grandes compétitions, et a renoncé à la consommation de nicotine,,,.

### Psychologie
La psychologie et les motivations de Zátopek ont été beaucoup discutées. Il court tout d'abord par plaisir, ce qu'il rappelle régulièrement. Il est capable d'identifier facilement ses propres limites et de se motiver pour les surmonter, avec une discipline sans faille qui lui permet de suivre un entraînement régulier, malgré les stimuli de douleur de plus en plus intenses. Aux moindres signes de fatigue et de douleur, Zátopek s'entraîne plus longtemps et plus durement. Il donne l'impression d'aimer cette forme de douleur — une certaine forme d'algolagnie. Sa connaissance de sa forme physique et de ses limites est telle qu'il peut estimer ses temps au dixième de seconde près avant une compétition, et donc se fixer des objectifs toujours dans les limites du possible, bien que très élevés, Lorsqu'on lui demandait les raisons de son succès, Emil Zátopek répondait :

« Il vous faut : une grande part de « je n'écoute que moi-même », une grande cuillère de « laissez les autres parler, je cours et c'est tout », un kilo de « laissez les autres rire, je rirai d'eux quand j'aurai atteint la ligne d'arrivée ». Ensuite, une livre de plaisir et une grande portion de sérénité. Mélangez bien et c'est prêt. Peut-être un glaçage de simplicité par-dessus tout. »

— Emil Zátopek

### Physiologie
Les performances de Zátopek ont été la raison pour laquelle les médecins et les physiologistes se sont intéressés très tôt à ce coureur né de l'entrainement. Leur attention s'est principalement portée sur ses particularités physiques, qui ont fait l'objet de nombreuses investigations médicales afin de mieux comprendre les effets de son entraînement extrême sur le corps humain.
Mesurant 174,3 cm et maintenant un poids de forme toujours sous les 68 kg, Zátopek avait de longues jambes, musclées en proportion de sa taille. La circonférence de sa cuisse gauche était de 52 cm lorsque celle de sa cuisse droite de 54,3 cm, et sa circonférence du mollet d'environ 38 cm. Sa foulée moyenne mesurait 170 cm. Enfin, le haut de son corps était maigre et tendineux, tout en finesse.
En 1944, le premier électrocardiogramme passé par Zátopek après un 1 500 mètres révèle un pouls élevé (120 pulsations/min) et une tension artérielle également forte (entre 180 et 190 mmHg), mais dès l'année suivante, après un 3 000 mètres, ces valeurs sont revenues à la normale (Pouls de 72, pression artérielle 136/70 mmHg). Un examen cardiaque révèle qu'il souffre d'une hypertrophie du ventricule gauche et de l'antichambre droite, un syndrome couramment appelé « Cœur d'athlète (en) ». Son pouls au repos est de 56 pulsations par minute, et en 1950, il lui est diagnostiqué une autre cardiopathie congénitale, sans conséquences graves.
Son tour de poitrine est de 88 cm après expiration et 95 cm après inspiration. Ses poumons n'ont pas de problèmes particuliers, et sa fréquence respiratoire est quatre fois plus élevée dans l'effort qu'au repos. Sa VO2max a été estimée à 76,2 ml/min par kg. Avec un poids moyen de 68 kg, cela fait donc 5,1 litres, à comparer aux valeurs des personnes non entraînées, qui sont de l'ordre de 3 ou 4 litres. Il peut ainsi retenir son souffle pendant 128 secondes, bien plus que la moyenne générale (30 s),. Emil Zátopek se soignait par ailleurs par naturopathie. Il soigne ses rares déchirures musculaires avec de la graisse de porc ou de la margarine, et ses entorses et autres douleurs articulaires ou tendineuses par des traitements thermiques et des cures au sauna, une doctrine reprise par Sri Chinmoy, avec qui il entretiendra une amitié après sa carrière sportive.

### Revenus
Durant les années 1950, l'athlétisme est un sport amateur : Zátopek ne peut donc pas recevoir d'argent pour s'engager dans un meeting, ni être payé pour s'entraîner. Il doit donc combiner son entraînement et son travail, il s'engage ainsi dans l'armée tchécoslovaque, au sein de laquelle il atteint le grade de colonel et n'est payé que pour ce travail, excluant toute prime pour les records ou récompenses pour les médailles, voire même une victoire. Sa seule récompense est d'avoir pu voyager à travers le monde, ce qui n'était à l'époque pas possible pour la majorité de la population de son pays.

### Personnalité
Zátopek est considéré comme l'un des plus grands sportifs de tous les temps. En particulier, aucun athlète n'a réussi à rééditer son triple triomphe sur 5 000 m, 10 000 m et marathon aux Jeux olympiques de 1952, le plus proche ayant été le Finlandais Lasse Virén, qui réalise le doublé 5 000 m — 10 000 m et échoue à la cinquième place sur marathon à Montréal aux Jeux olympiques de 1976. Cependant, il n'a pas seulement impressionné par ses exploits sportifs et sans précédent, mais également par son charme bon enfant et enjoué. Les propagandistes de l'Est l'ont présenté comme un exemple brillant de « l'homme socialiste » et de « en sportif d'Etat », malgré ses divergences avec le Parti. Zátopek était aussi aimé en Occident, avec sa modestie et son humanité, il a inspiré ses adversaires comme ses admirateurs de manière unique, sur la piste et en dehors,. Emil Zátopek, durant sa carrière sportive, ne vivait que pour courir, et il parle même de la course comme sa véritable religion. Sa femme Dana Zátopková déclare que son mari était prêt à se sacrifier corps et âme pour réaliser une performance.
Alors que pendant ses courses, il présente un visage crispé de douleur, il rayonne en dehors des pistes. Sympathique et ouvert, il connaît de grandes amitiés avec ses adversaires sur la piste, en particulier avec le Français Alain Mimoun, amitié qui dura dans ce dernier cas jusqu'à la mort du Tchèque, ; Mimoun déclare d'ailleurs à la mort du Tchèque qu'il a « perdu un frère » dont il avait déclaré en 1979 qu'il était « le plus grand champion de tous les temps ». Il parlait couramment neuf langues et maniait aisément l'humour dans ces mêmes langues. Mesurant 1,74 m pour 68 kg, il était vigoureux et portait des cheveux blonds clairsemés.
Défenseur de la coexistence pacifique, et fervent supporter des valeurs olympiques, la personnalité de Zátopek l'a propulsé comme symbole du sport mondial, et véritable héros de l'athlétisme des années 1950,. Il rejette fermement la doctrine de la guerre froide de séparation des peuples selon qu'ils sont de l'Ouest ou de l'Est, même s'il doit refuser de nombreuses invitations à des compétitions dans des pays occidentaux, comme les États-Unis ou l'Italie, sur la base de décisions étatiques. Ces règles s'assouplissent après la mort de Klement Gottwald, président de la Tchécoslovaquie en 1953, ce qui a permis à Zátopek de voyager à l'Ouest, par exemple au Brésil. Dans ses nombreuses apparitions nationales et internationales, il ne fait pas de distinction basée sur une idéologie ou sur la classe sociale. Chez ses adversaires, il ne voit que des athlètes qui, suivant le serment et l'esprit olympique, se mesuraient les uns aux autres dans une compétition équitable. Suivant cette maxime, il n'a pas adhéré aux doctrines imposées. Aux Jeux olympiques de 1952 à Helsinki, où le village olympique est divisé entre communistes à Otaniemi et non communistes à Käpylä, il met son lit à la disposition du coureur australien Percy Cerutty malgré l'interdiction et s'entraîne avec des athlètes occidentaux à plusieurs reprises. Il prête même ses chaussettes à son adversaire britannique Gordon Pirie. De plus, il traite chacun de ses rivaux avec respect ; avec beaucoup d'entre eux, il cultivera des amitiés proches longtemps après la fin de sa carrière. Preuve de sa générosité, en 1966, il offre en secret à Ron Clarke, athlète australien qui n'a pas connu l'or olympique malgré ses 14 records du monde, une de ses trois médailles d'or olympiques de 1952 en guise d'au revoir, lorsque celui-ci s'envole depuis l'aéroport de Prague,,,,,,,.
Zátopek explique ses méthodes d'entraînement à quiconque veut les connaître. C'est ainsi qu'il popularise ses techniques d'entraînement fractionné. Parfois, au cours d'une course, il trouve des mots d'encouragement pour ses concurrents ou leur propose de devenir leur lièvre pendant un certain temps. Il le fait dans un esprit sportif difficilement concevable dans le sport de haut niveau d'aujourd'hui, avec une ambition sportive extraordinaire et une volonté de faire des sacrifices qui lui permettent d'atteindre des sommets et font sa renommée. Cette attitude — ainsi que son courage pendant les événements du Printemps de Prague — laissent une profonde impression chez ses amis proches et façonnent l'image de Zátopek comme étant le plus grand coureur de tous les temps, et qui est encore répandue aujourd'hui,,.
Surtout dans son pays natal, un véritable culte s'est créé autour de Zátopek, qui s'est brusquement terminé en 1969, après sa mise à pied suite au Printemps de Prague. À la fin du régime socialiste en 1989, il a largement disparu de l'opinion publique et a perdu le respect de nombreux dissidents au régime communiste à la suite d'un certain nombre de remarques de loyauté au régime, vraisemblablement faites sous la pression. Ce n'est qu'à sa mort, en 2000, qu'il reprend sa place de héros. Son frère déclare ensuite que Zátopek a été accueilli dans le monde entier au cours de ses voyages, mais qu'il est resté un étranger dans son pays natal. Sa mémoire n'a connu une renaissance qu'en 2016 avec la publication de plusieurs biographies, la biographie écrite par sa veuve et un film documentaire. Le biographe Richard Askwith a jugé que les Tchèques l'ont redécouvert et se sont enfin appropriés leur plus grand athlète de tous les temps.

## Honneurs et controverses

### Honneurs et hommages
Deux ans après sa mort, un monument à la mémoire d'Emil Zátopek est érigé à Prague. Deux autres statues se trouvent au stade de Zlín ainsi qu'au musée olympique de Lausanne. L'astéroide (5910) Zátopek, découvert en novembre 1989, porte son nom depuis 1996. En 1999, il reçoit le titre de « champion olympique tchèque du siècle » par un panel de journalistes tchèques. En décembre 2006, la « locomotive tchèque » devient réalité, puisque les chemins de fer de République tchèque donnent son nom à une de leurs locomotives et, en 2016, l'entreprise Škoda Transportation fait de même pour une machine destinée à la Deutsche Bahn régionale. En 2008, Jean Echenoz écrit le roman Courir, une biographie romancée de l'athlète tchèque, qui est un succès littéraire. En 2018, Vincent Farasse écrit et met en scène la pièce de théâtre Mimoun et Zatopek, qui évoque les vies et les carrières croisées des deux coureurs. En 2012, il est l'un des douze premiers athlètes masculins à être installé au Temple de la renommée de l'IAAF, le seul européen avec Paavo Nurmi, et en février 2013, la revue Runner's World l'élit « plus grand coureur de tous les temps » (en anglais : Greatest Runner of All Time). En outre, plusieurs écoles sont baptisées du nom d'E. Zátopek, notamment l'école primaire de Kopřivnice, son village natal, ainsi que des écoles de Zlín et Třinec. Aux Jeux olympiques d'été de 2016, les athlètes tchèques portent, en mémoire de Zátopek, des petites figurines stylisées en bâtons sur leurs tenues,, En sa mémoire, David Černý, artiste et sculpteur tchèque, a aussi présenté une réplique en plastique des jambes de l'athlète à Rio, Prague et ailleurs dans le monde,.
Le Zatopek Magazine est un magazine de course à pied belge créé en 2007, édité en français et en néerlandais, titré du nom du Tchèque en hommage à ce dernier. L'utilisation du nom de l'athlète a pu se faire grâce à l'accord de son épouse, Dana Zatopkova,. À l'occasion des 10 ans du magazine, une course en relais a été organisée au Stade des 3 Tilleuls de Watermael-Boitsfort pour égaler, avec succès, le temps du record du monde du 10 000 mètres (28 min 54 s 2) réalisé par Emil Zátopek en 1954. Zatopek reçoit à titre posthume la Médaille Pierre-de-Coubertin le 6 décembre 2000.
À sa mort en 2000, de nombreuses réactions ont témoigné de l'admiration dont bénéficiait le Tchèque. La détentrice du record du monde du 800 mètres tchèque Jarmila Kratochvílová déclare qu'« Emil Zatopek est un phénomène qui restera vivant. C'était un homme très gentil et sage et je suis heureuse d'avoir eu la chance de le connaître en personne. Je suis très triste également pour Dana. Nous savions tous qu'il était gravement malade, mais personne ne s'imaginait vraiment qu'il pourrait partir un jour. » tandis que Václav Havel, alors président, fait part de son émotion : « J'ai suivi avec émotion et avec craintes sa lutte contre la maladie qui, malheureusement, s'est avérée plus forte que lui. » Son ex-adversaire et ami, Alain Mimoun avoue avoir « perdu un frère ».

### Relations avec la Sécurité d'État
Après la dissolution de la Sécurité d'État (StB), et la réorganisation des services publics tchèques en 1990, les dossiers au sujet d'Emil Zátopek sont rendus public. À partir de 1998, des rumeurs font de Zátopek un espion pour le compte de la StB.
Les documents existants rendus publics font mention de l'athlète tchécoslovaque sous les pseudonymes « Atlet » et « Macek », et des notes manuscrites adjointes à ces documents manquent. Zátopek n'a jamais fait de commentaires sur une telle activité d'espionnage et aucune certitude ne peut être tirée des documents du StB. Il est possible que Zátopek ait effectué des transcriptions manuscrites pour le compte du StB alors qu'il était militaire, mais aucune n'a été conservée. Il est également possible que ses mentions nominatives soient le fait d'observations d'agents du StB ou que Zátopek ait été d'une façon ou d'une autre forcé de coopérer. Un seul témoignage incrimine directement le fondeur tchèque, celui de l'agent Josef Frolík (1928–1989), haut placé dans la hiérarchie du StB, qui l'accuse dans ses mémoires, La défection de Frolik, de travailler pour le StB et d'avoir été un agent provocateur lors du printemps de Prague. Cependant, ces accusations sont difficiles à comprendre dans un contexte où, à partir de 1969, Zátopek est lui même victime d'une dure répression du pouvoir en place. Sur la base des connaissances actuelles, il est impossible de trancher cette question,.

### Relations avec le parti d'État
Depuis décembre 1953, Zátopek est membre du Komunistická strana Československa (KSČ), le parti communiste tchécoslovaque, où il fait partie de l'aile réformatrice. Il déclare par la suite n'avoir adhéré que parce que son statut d'officier de l'armée l'y obligeait. Dès les années 1950, on lui reconnait une certaine apathie politique et il est délégué dans une école politique pour remédier à cela. Ses activités politiques se limitent à l'essentiel et, pour les discours politiques à l'étranger, il sert parfois d'athlète vitrine, dont la renommée sert d'argument de propagande. Il signe également des feuilles blanches, qui sont remplies de textes de propagande après sa signature. Néanmoins, Zátopek monte les échelons au sein du parti, bien qu'il ne se prive pas de le critiquer et donc, par extension, le pouvoir en place, même de façon voilée, jusqu'en 1968. La première confrontation avec le parti d'État remonte à 1952 lorsqu'il refuse de participer aux Jeux olympiques d'Helsinki à la suite de l'exclusion de Stanislav Jungwirth de la délégation tchécoslovaque. Sa popularité lui permet alors d'être écouté et Jungwirth de participer aux Jeux. Dans les années qui suivent, il évite les sujets politiques dans les interviews, par peur d'être emprisonné, (« I’ll stop talking now, else they’ll lock me up! »). Il est exclu du parti communiste après sa participation aux évènements du Printemps de Prague en 1968,.

### L'affaire Milada Horáková
| Lettre ouverte de Zátopek dans le Rudé právo | Lettre ouverte de Zátopek dans le Rudé právo |
| --- | --- |
| Original | Traduction |
| Rozsudek vynesl všechen československý lid Slova pana presidenta, která pronesl na I. sjezdu ČSM, když citoval starou revoluční píseň »Nechť zhyne starý, podlý svět, my nový život chcem na zemi!«, jsou pro nás vlastně myšlenky, které nás vedou vpřed. Vždyť my již nový život budujeme. A přece se našly zrůdy, které chtěly zničit naši výstavbu a cestu k socialismu. Počinání všech špionů a zrádců je hanebné a stejně tak pošetilé, protože náš lid, který si vybojoval lepší podmínky pro život, se jich nikdy nevzdá a dějinný vývoj se také již nikdy nevrátí do starých dob. Lidé se přesvědčili o štěstí socialismu, o shodě a spolupráci a nedají si nikdy svá práva vyrvat z rukou. Diversanti se odsoudili sami svými činy – rozvratnictvím a přípravou války proti vlastnímu národu. Rozsudek je výstrahou pro všechny, kteří by u nás v Českolovenské republice hledali působiště pro své hanebné cíle. Všichni naši pracující budují společně svůj lepší život a každý, kdo by chtěl narušit naši společnou práci, skončí tam, kde skončila banda špionů a diversantů. Rozsudek vynesl všechen československý lid. Jako příslušník československé armády vidím, že rozsudek – toť přikaz, který vyplývá z poctivé práce všech našich délníků pro nás vojáky, aby pokojný život byl zachován. Kpt. Emil Zátopek | Le verdict a été prononcé par l'ensemble du peuple tchécoslovaque Les mots de notre président, prononcés au 1er Congrès de la Fédération de la jeunesse tchécoslovaque (ČSM), où il a mis en avant la vieille chanson révolutionnaire « Le vieux monde impitoyable peut périr, nous voulons une nouvelle vie sur Terre ! » sont les nôtres et ils nous mènent vers l'avenir. Parce que nous sommes déjà en train de construire une nouvelle vie. Et pourtant, il y avait des monstres qui voulaient détruire ce que nous avions construit par la voie du socialisme. Le comportement de ces espions et de ces traîtres est à la fois honteux et insensé, car notre peuple, qui s'est battu pour de meilleures conditions de vie, n'abandonnera jamais ses avancées historiques et ne reviendra jamais aux temps passés. Les gens sont convaincus des avantages du socialisme, de l'harmonie et de la coopération et ne veulent pas qu'on les prive de leurs droits. Les éléments subversifs se sont condamnés eux-mêmes par leurs actions — par leur activité de déconstruction et par leur préparation d'une guerre contre leur propre nation. Le verdict est un avertissement à tous ceux qui cherche en République tchécoslovaque un terrain d'action pour leurs visions méprisables. Tous nos travailleurs construisent une vie meilleure ensemble et tous ceux qui veulent s'immiscer dans notre travail finissent là où cette bande d'espions et de traîtres s'est arrêtée. Le verdict a été prononcé par l'ensemble du peuple tchécoslovaque. En tant que membre de l'armée tchécoslovaque, je me rends compte que la coexistence pacifique, résultant du dur labeur de tous nos travailleurs et soldats, a été préservée par ce jugement. Capitaine Emil Zátopek |

Le rôle personnel de Zátopek dans l'affaire Milada Horáková, opposante tchécoslovaque au régime exécutée le 27 juin 1950, est encore controversé de nos jours. La procédure judiciaire engagée après l'arrestation d'Horáková s'avère être un procès-spectacle unique à ce jour dans le pays, lancé et dirigé jusque dans ses moindres détails par le parti communiste tchèque, le KSČ. Les débats sont diffusés dans tout le pays par les médias, y compris dans les écoles, les universités, sur les lieux de travail ou via des haut-parleurs dans les rues. Les personnes présentes sont souvent obligées de signer des pétitions préparées à l'avance dénonçant la culpabilité de Horáková et sa trahison de la cause socialiste. Plus tard, ces opérations sont étendues aux intellectuels et aux artistes, mais aussi aux athlètes, afin de pouvoir mettre en scène une condamnation portée par le peuple tout entier. Dans ce contexte, deux jours après la condamnation à mort de Horáková le 8 juin 1950, une lettre signée par Emil Zátopek paraît dans le journal du parti Rudé právo (en français Droit rouge), qui désapprouve le comportement de Horáková et la qualifie d'espionne et de traître au socialisme. Dans cette lettre, il déclare que les « éléments subversifs » — outre Horáková, il y avait d'autres accusés — ont été justement punis
Plus tard, Zátopek laisse courir le bruit que l'appareil d'état tchécoslovaque l'a utilisé pour parvenir à ses fins. Au cœur du débat, qui se poursuit encore aujourd'hui, se trouve la question de savoir s'il doit être tenu responsable de ces déclarations propagandistes. On peut se demander s'il a écrit ces déclarations ; Zátopek ne les a pas commentées. Après sa mort, sa veuve a déclaré qu'il n'avait pas eu connaissance de la lettre. Le style propagandiste, atypique pour lui, est un point qui milite contre l'écriture de cette lettre par Emil Zátopek lui même. S'il en a eu connaissance, un texte préalablement écrit a pu lui être soumis pour signature et s'il a écrit le texte lui-même, il n'a peut-être pas été conscient des implications de sa déclaration. Ce qui est certain, c'est que ceux qui refusaient de signer de telles lettres couraient le risque d'être qualifiés de traîtres eux-mêmes et, dans le pire des cas, d'être emprisonnés ou condamnés au travail forcé. On ne sait pas si une telle pression a été exercée sur Zátopek. Ce dernier s'inquiétait peut-être de sa renommée sportive qui, en 1950, était loin d'être aussi solide que dans l'affaire Jungwirth en 1952. Enfin, il est également possible que son employeur (l'armée) l'y aie contraint,.

## Performances et statistiques

### Palmarès

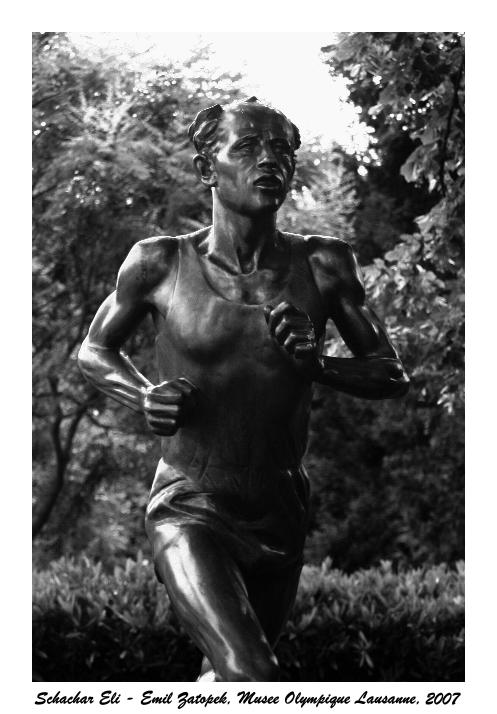
La statue d'Emil Zátopek au Musée olympique de Lausanne.

Ce tableau récapitule les performances en grands championnats (Jeux olympiques, Europes) d'Emil Zátopek.
| Date | Compétition           | Lieu      | Résultat | Épreuve       | Performance       |
| ---- | --------------------- | --------- | -------- | ------------- | ----------------- |
| 1946 | Championnats d'Europe | Oslo      | 5e       | 5 000 mètres  | 14 min 25 s 8     |
| 1948 | Jeux olympiques d'été | Londres   | 2e       | 5 000 mètres  | 14 min 17 s 8     |
| 1948 | Jeux olympiques d'été | Londres   | 1er      | 10 000 mètres | 29 min 59 s 6     |
| 1950 | Championnats d'Europe | Bruxelles | 1er      | 5 000 mètres  | 14 min 03 s 0     |
| 1950 | Championnats d'Europe | Bruxelles | 1er      | 10 000 mètres | 29 min 12 s 0     |
| 1952 | Jeux olympiques d'été | Helsinki  | 1er      | 5 000 mètres  | 14 min 06 s 6     |
| 1952 | Jeux olympiques d'été | Helsinki  | 1er      | 10 000 mètres | 29 min 17 s 0     |
| 1952 | Jeux olympiques d'été | Helsinki  | 1er      | Marathon      | 2 h 23 min 03 s 2 |
| 1954 | Championnats d'Europe | Berne     | 3e       | 5 000 mètres  | 14 min 10 s 2     |
| 1954 | Championnats d'Europe | Berne     | 1er      | 10 000 mètres | 28 min 58 s 0     |
| 1956 | Jeux olympiques d'été | Melbourne | 6e       | Marathon      | 2 h 29 min 34 s   |

Le tableau suivant dresse la liste complète des performances d'Emil Zátopek dans les championnats nationaux le concernant.
| Épreuve  | Édition des championnats du protectorat de Bohême-Moravie (1942-1945) puis de Tchécoslovaquie (1945-1957) | Édition des championnats du protectorat de Bohême-Moravie (1942-1945) puis de Tchécoslovaquie (1945-1957) | Édition des championnats du protectorat de Bohême-Moravie (1942-1945) puis de Tchécoslovaquie (1945-1957) | Édition des championnats du protectorat de Bohême-Moravie (1942-1945) puis de Tchécoslovaquie (1945-1957) | Édition des championnats du protectorat de Bohême-Moravie (1942-1945) puis de Tchécoslovaquie (1945-1957) | Édition des championnats du protectorat de Bohême-Moravie (1942-1945) puis de Tchécoslovaquie (1945-1957) | Édition des championnats du protectorat de Bohême-Moravie (1942-1945) puis de Tchécoslovaquie (1945-1957) | Édition des championnats du protectorat de Bohême-Moravie (1942-1945) puis de Tchécoslovaquie (1945-1957) | Édition des championnats du protectorat de Bohême-Moravie (1942-1945) puis de Tchécoslovaquie (1945-1957) | Édition des championnats du protectorat de Bohême-Moravie (1942-1945) puis de Tchécoslovaquie (1945-1957) | Édition des championnats du protectorat de Bohême-Moravie (1942-1945) puis de Tchécoslovaquie (1945-1957) | Édition des championnats du protectorat de Bohême-Moravie (1942-1945) puis de Tchécoslovaquie (1945-1957) | Édition des championnats du protectorat de Bohême-Moravie (1942-1945) puis de Tchécoslovaquie (1945-1957) | Édition des championnats du protectorat de Bohême-Moravie (1942-1945) puis de Tchécoslovaquie (1945-1957) | Édition des championnats du protectorat de Bohême-Moravie (1942-1945) puis de Tchécoslovaquie (1945-1957) | Édition des championnats du protectorat de Bohême-Moravie (1942-1945) puis de Tchécoslovaquie (1945-1957) | Édition des championnats du protectorat de Bohême-Moravie (1942-1945) puis de Tchécoslovaquie (1945-1957) | Édition des championnats du protectorat de Bohême-Moravie (1942-1945) puis de Tchécoslovaquie (1945-1957) | Édition des championnats du protectorat de Bohême-Moravie (1942-1945) puis de Tchécoslovaquie (1945-1957) | Édition des championnats du protectorat de Bohême-Moravie (1942-1945) puis de Tchécoslovaquie (1945-1957) |
| Épreuve  | 1942 | 1943 | 1944 | 1945 | 1946 | 1947 | 1948 | 1949 | 1950 | 1951 | 1952 | 1953 | 1954 | 1955 | 1956 | 1957 | | | | |
| 1 500 m  | 5e 4 min 13 s 9                                                                                           | 4e 4 min 07 s 2                                                                                           | Argent 4 min 02 s 8                                                                                       | Argent 4 min 05 s 8                                                                                       | — | — | — | — | — | — | — | — | — | — | — | — | | | | |
| 5 000 m  | — | — | — | Or 14 min 50 s 8                                                                                          | Or 14 min 48 s 0                                                                                          | Or 14 min 26 s 0                                                                                          | Or 14 min 21 s 0                                                                                          | — | Or 14 min 11 s 6                                                                                          | — | Or 14 min 17 s 6                                                                                          | Or 14 min 11 s 4                                                                                          | Or 14 min 24 s 8                                                                                          | — | — | — | | | | |
| 10 000 m | — | — | — | — | — | — | — | — | — | — | Or 30 min 28 s 4                                                                                          | Or 30 min 53 s 6                                                                                          | — | — | — | Argent 29 min 45 s 2                                                                                      | | | | |
| Cross    | — | — | — | — | — | — | Or 36 min 21 s 2                                                                                          | Or 38 min 15 s 2                                                                                          | — | — | Or 32 min 34 s 0                                                                                          | — | Or 31 min 12 s 0                                                                                          | Or 30 min 55 s 4                                                                                          | Argent 34 min 15 s 2                                                                                      | — | | | | |

### Records personnels
Ce tableau récapitule les records personnels d'Emil Zátopek.
| Épreuve       | Performance       | Lieu           | Date              |
| ------------- | ----------------- | -------------- | ----------------- |
| 800 mètres    | 1 min 58 s 7      |                | 1943              |
| 1 500 mètres  | 3 min 52 s 8      | Paris          | 30 août 1947      |
| 3 000 mètres  | 8 min 07 s 8      |                | 1948              |
| 5 000 mètres  | 13 min 57 s 0     | Stockholm      | 3 septembre 1954  |
| 6 miles       | 27 min 59 s 2     | Bruxelles      | 1er juin 1954     |
| 10 000 mètres | 28 min 54 s 2     | Bruxelles      | 1er juin 1954     |
| Heure         | 20,052 km         | Stará Boleslav | 29 septembre 1951 |
| 20 kilomètres | 59 min 51 s 8     | Stará Boleslav | 29 septembre 1951 |
| 15 miles      | 1 h 14 min 01 s   | Čelákovice     | 29 octobre 1955   |
| 25 kilomètres | 1 h 16 min 36 s 4 | Čelákovice     | 29 octobre 1955   |
| 30 kilomètres | 1 h 35 min 23 s 8 | Stará Boleslav | 26 octobre 1952   |
| Marathon      | 2 h 23 min 03 s 2 | Helsinki       | 27 juillet 1952   |

### Classement dans les bilans mondiaux
| Année | Club représenté | 800 mètres     | 1 500 mètres     | 3 000 mètres   | 5 000 mètres      | 10 000 mètres     | Marathon           |
| ----- | --------------- | -------------- | ---------------- | -------------- | ----------------- | ----------------- | ------------------ |
| 1941  | SK Bata Zlín    | —              | ? 4 min 20 s 3   | —              | —                 | —                 | —                  |
| 1942  | SK Bata Zlín    | ? 2 min 02 s 8 | ? 4 min 13 s 9   | ? 9 min 12 s 2 | ? 16 min 25 s 0   | —                 | —                  |
| 1943  | SK Bata Zlín    | ? 1 min 58 s 7 | ? 4 min 01 s 0   | ? 8 min 57 s 1 | ? 15 min 26 s 6   | —                 | —                  |
| 1944  | SK Bata Zlín    | ? 1 min 58 s 7 | ? 3 min 59 s 5   | ? 8 in 34 s 8  | 30e 14 min 54 s 8 | —                 | —                  |
| 1945  | SK Bata Zlín    | —              | ? 4 min 01 s 4   | ? 8 min 33 s 4 | 23e 14 min 50 s 8 | —                 | —                  |
| 1946  | SK Bata Zlín    | —              | ? 3 min 57 s 0   | ? 8 min 08 s 8 | 5e 14 min 25 s 8  | —                 | —                  |
| 1947  | SK Bata Zlín    | —              | 23e 3 min 52 s 8 | ? 8 min 08 s 8 | 1er 14 min 08 s 2 | —                 | —                  |
| 1948  | Botostroj       | —              | —                | ? 8 min 07 s 8 | 1er 14 min 10 s 0 | 1er 29 min 37 s 0 | —                  |
| 1949  | ATK Praha       | —              | ? 3 min 57 s 0   | ? 8 min 19 s 2 | 1er 14 min 13 s 2 | 1er 29 min 21 s 2 | —                  |
| 1950  | ATK Praha       | —              | —                | ? 8 min 16 s 0 | 1er 14 min 03 s 0 | 1er 29 min 02 s 6 | —                  |
| 1951  | ATK Praha       | —              | —                | ? 8 min 17 s 6 | 2e 14 min 11 s 6  | 1er 29 min 29 s 8 | —                  |
| 1952  | ATK Praha       | —              | —                | ? 8 min 32 s 4 | 1er 14 min 04 s 4 | 1er 29 min 17 s 2 | 3e 2 h 23 min 03 s |
| 1953  | ÚDA Praha       | —              | —                | ? 8 min 13 s 8 | 5e 14 min 03 s 0  | 1er 29 min 01 s 6 | —                  |
| 1954  | ÚDA Praha       | —              | ? 4 min 05 s 0   | ? 8 min 19 s 0 | 3e 13 min 57 s 0  | 1er 28 min 54 s 2 | —                  |
| 1955  | ÚDA Praha       | —              | —                | —              | 11e 14 min 04 s 0 | 8e 29 min 25 s 6  | —                  |
| 1956  | ÚDA Praha       | —              | —                | ? 8 min 18 s 4 | 49e 14 min 14 s 8 | 17e 29 min 33 s 4 | ? 2 h 29 min 34 s  |
| 1957  | Dukla Praha     | —              | —                | —              | 24e 14 min 06 s 4 | 11e 29 min 25 s 8 | —                  |
| 1958  | Dukla Praha     | —              | —                | —              | ? 15 min 13 s 0   | ? 31 min 13 s 0   | —                  |

### Progression
| Performance   | Date              | Lieu      | Note |
| ------------- | ----------------- | --------- | ---- |
| 14 min 54 s 9 | 23 septembre 1944 | Zlín      | NR   |
| 14 min 50 s 2 | 18 août 1945      | Prague    | NR   |
| 14 min 36 s 6 | 10 juin 1946      | Prague    | NR   |
| 14 min 25 s 8 | 23 août 1946      | Oslo      | NR   |
| 14 min 08 s 2 | 25 juin 1947      | Prague    | NR   |
| 14 min 06 s 2 | 2 août 1950       | Helsinki  | NR   |
| 14 min 03 s 0 | 26 août 1950      | Bruxelles | NR   |
| 14 min 03 s 0 | 5 août 1953       | Budapest  | =NR  |
| 13 min 57 s 2 | 30 mai 1954       | Paris     | WR   |
| 13 min 57 s 0 | 3 septembre 1954  | Stockholm | NR   |

| Performance   | Date              | Lieu           | Note |
| ------------- | ----------------- | -------------- | ---- |
| 30 min 28 s 4 | 29 mai 1948       | Budapest       | NR   |
| 29 min 37 s 0 | 17 juin 1948      | Prague         | NR   |
| 29 min 28 s 2 | 11 juin 1949      | Ostrava        | WR   |
| 29 min 21 s 2 | 22 octobre 1949   | Ostrava        | WR   |
| 29 min 02 s 6 | 4 août 1950       | Turku          | WR   |
| 29 min 01 s 6 | 1er novembre 1953 | Stará Boleslav | WR   |
| 28 min 54 s 2 | 1er juin 1954     | Bruxelles      | WR   |

### Records battus
- record du monde du 20 km en 59 min 51 s à Stará Boleslav,  Tchécoslovaquie le 29 septembre 1951
- record du monde de l'heure avec 20,052 km à Stará Boleslav,  Tchécoslovaquie le 29 septembre 1951